# Izrael
Izrael, plným názvem Stát Izrael, je stát v jihozápadní Asii. Leží v jižní Levantě na Blízkém východě a sousedí s Libanonem a Sýrií na severu, Jordánskem na východě, Egyptem na jihozápadě a Středozemním mořem na západě. Okupuje palestinská území Západního břehu Jordánu na východě a Pásma Gazy na jihozápadě a syrské Golanské výšiny na severovýchodě. Izrael má také krátké pobřeží Rudého moře na svém nejjižnějším místě. Na severu je hornatý, podél moře je úrodná pobřežní planina, na východě velká sníženina s Mrtvým mořem a na jihu poušť. Panuje zde středomořské podnebí s horkými léty. Dělí se na šest distriktů, na ploše 22 000 km2 žije 10 milionů obyvatel. Proklamovaným hlavním městem Izraele je Jeruzalém, zatímco Tel Aviv je největší město a hospodářské centrum země, dalšími velkými městy jsou Haifa, Rišon le-Cijon a Petach Tikva. Většinu obyvatel tvoří Židé, největší menšinou jsou Arabové. Úředním jazykem je hebrejština, zvláštní status má arabština. Necelé tři čtvrtiny obyvatel se hlásí k judaismu, 18 % k islámu, 2 % ke křesťanství. 
Moderní stát Izrael, o jehož vznik usilovalo sionistické hnutí již od konce 19. století, se odvolává na biblickou myšlenku země izraelské, jejíž zaslíbení tvoří jeden z ústředních motivů judaismu po více než tři tisíce let. Po první světové válce ustanovila Společnost národů Britský mandát Palestina s cílem vytvořit „domovinu pro židovský lid“. V roce 1947 Organizace spojených národů schválila rozdělení Mandátu Palestina na dva státy – židovský a arabský. Přestože Liga arabských států tento plán odmítla, Izrael na jeho základě vyhlásil 14. května 1948 nezávislost a v následující vítězné Válce za nezávislost rozšířil své hranice nad rámec plánu OSN na rozdělení Palestiny. Od té doby trvá mezi Izraelem a sousedícími arabskými zeměmi konflikt, který vyústil v několik válek a desetiletí násilí, trvající dodnes. Se dvěma sousedícími zeměmi (Egypt a Jordánsko) však Izrael už mírové smlouvy podepsal.[zdroj?]
Izrael je demokratická unitární parlamentní republika s prezidentem jako ceremoniální hlavou státu, zákonodárným orgánem je jednokomorový Kneset. Je vyspělou zemí s rozvinutou ekonomikou, podle hrubého domácího produktu je izraelská ekonomika 47. největší na světě. Mezi zeměmi Blízkého východu patří Izrael na první místo v indexu lidského rozvoje, svobody tisku a ekonomiky. Je členem Organizace spojených národů, Organizace pro hospodářskou spolupráci a rozvoj, programu NATO Středomořský dialog a mnoha mezinárodních programů a organizací.  

## Etymologie

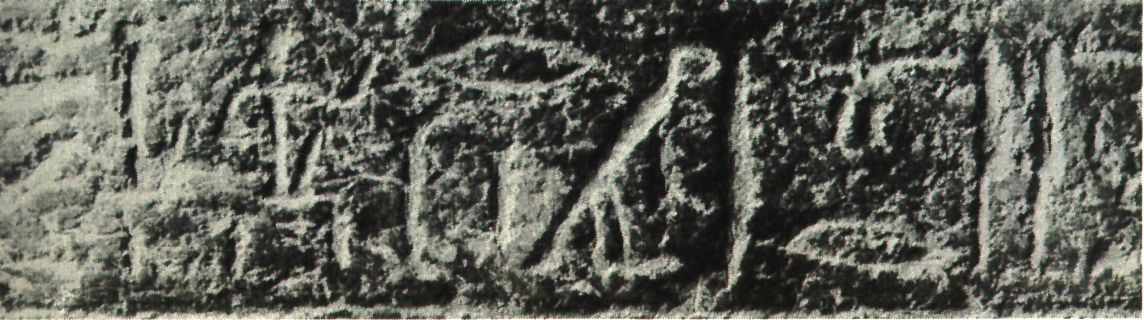
Zmínka o Izraeli na Merenptahově stéle: „Izrael je zpustošen, jeho sémě není.“

Jméno Izrael již přes 3000 let v běžném i náboženském užití označuje jak židovský národ, tak zemi izraelskou. Podle Bible byl takto pojmenován Jákob po zápase s Bohem. Biblický národ patriarchy Jákoba pak vešel ve známost jako „synové Izraele“ nebo Izraelité.
O významu jména existuje několik teorií: jedna tvrdí, že základem jména je sloveso s–r–r (také š–r–r, s významem „vládnout, být silný, mít nadvládu“), a proto je význam jména „Bůh vládne, Bůh soudí“, zatímco jiná vykládá jméno jako „kníže Boží“ nebo „Bůh zápasí/bojuje“.
První historická zmínka o Izraeli pochází z Merenptahovy stély ze starověkého Egypta, která se datuje do 13. století př. n. l., ačkoliv odborníci se liší v názoru, zda odkazuje k židovskému národu nebo k Palestině. Moderní stát se nazývá Stát Izrael (Medinat Jisra'el), ostatní návrhy jako např. Erec Jisra'el (Země Izraelská), Sijón a Judea byly odmítnuty. V prvních týdnech nezávislosti oznámil ministr zahraničí Moše Šaret rozhodnutí vlády, podle něhož se občané nového státu budou nazývat Izraelci.

## Dějiny

### Starověké a středověké osídlení

Izraelské království v 11. století př. n. l.

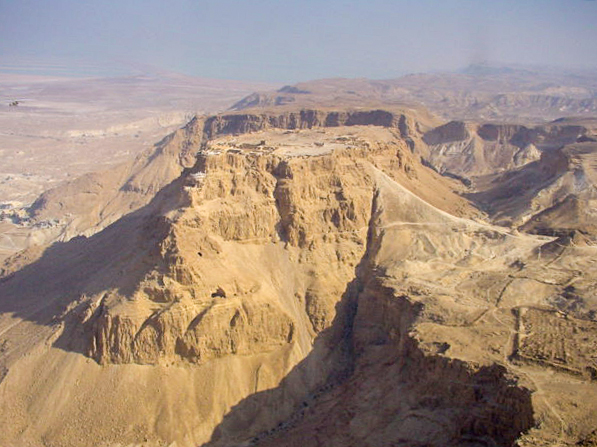
Starověká pevnost Masada

Na území dnešního Izraele, které bylo obýváno již v paleolitu, vznikla před 15 tisíci lety kultura Natúfien, jejíž obyvatelé vedli polousedlý způsob života. Teprve v neolitu začala být budována trvalá sídla a za nejstarší město je považováno Jericho, které vzniklo okolo roku 8000 př. n. l. Obyvatelé kultury Natúfien byli předci semitských Kananejců, kteří žili v době bronzové na území Kanaánu. Až do 10. století př. n. l. vznikaly na tomto území pouze městské státy, které byly pod vlivem některé tehdejší velmoci. Prvním suverénním státem bylo až Izraelské království (cca 931–722 př. n. l.).
Země izraelská byla podle Tóry Hospodinem přislíbena Abrahámovi a darována jeho potomkům jako Země zaslíbená, je proto věřícími židy (a po nich i křesťany) považována za Svatou zemi, ve které se nachází nejsvětější místa judaismu i křesťanství. Touto oblastí však vedly nejdůležitější obchodní stezky, což přitahovalo zájem velmocí, takže toto území postupně spadalo pod asyrskou, babylonskou, perskou, řeckou, římskou, sásánovskou, byzantskou a od 7. století pod islámskou nadvládu. Poté oblast ovládali Umajjovci, Abbásovci, křižáci a v roce 1260 byla připojena k mamlúckému sultanátu. Roku 1516 se stala součástí Osmanské říše, jíž zůstala až do 20. století.
Po neúspěšném protiřímském povstání Bar Kochby v letech 132–135 n. l. a následujícím vyhnání Židů se židovská populace na území dnešního Izraele zmenšila, avšak úplně nikdy nezanikla. Reakcí na povstání byla také změna názvu území: římský císař Hadrianus přejmenoval provincii Judeu na Syria Palaestina podle národa Pelištejců.

### Sionismus a britský mandát

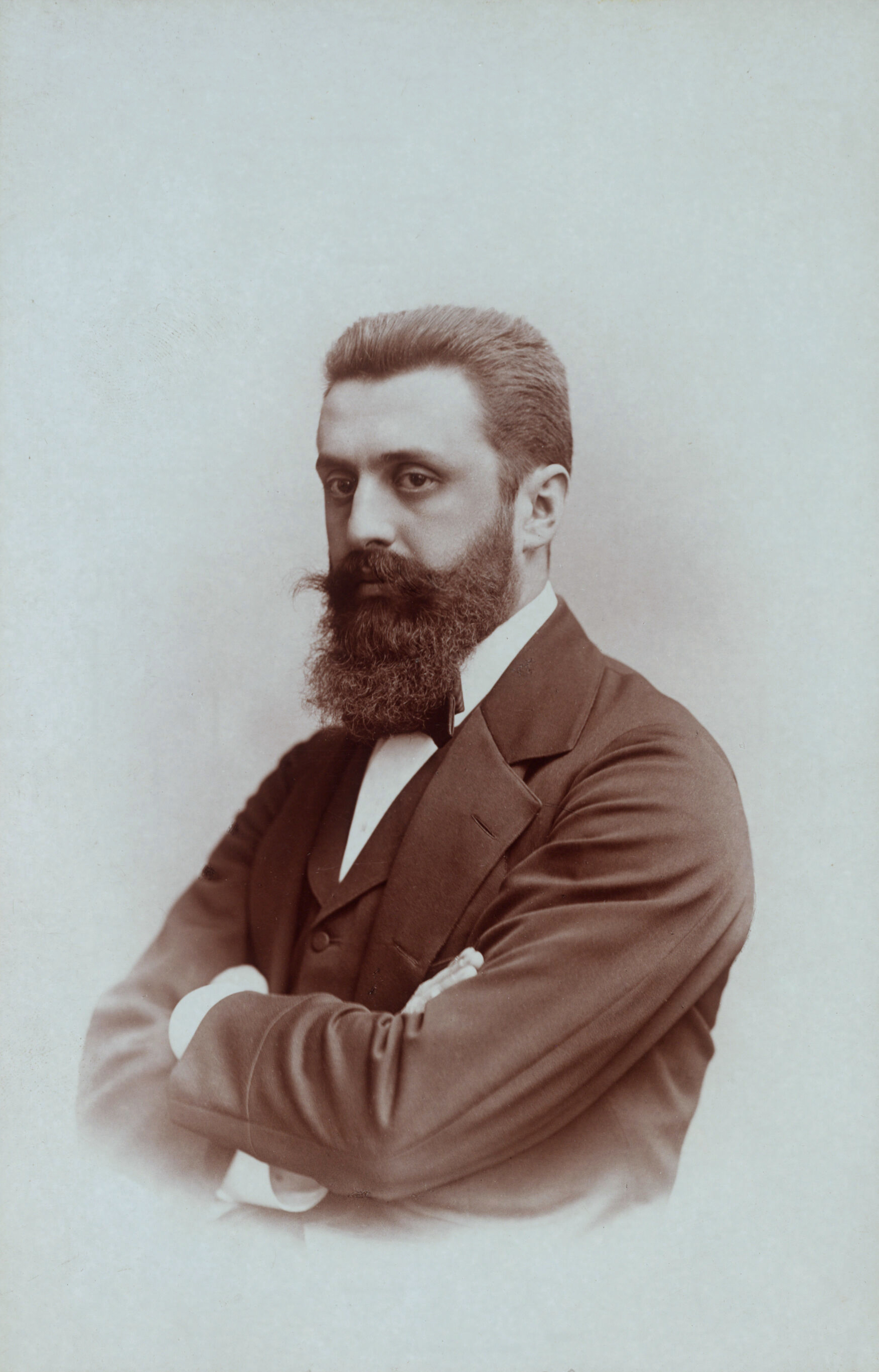
Theodor Herzl, duchovní otec sionismu a Státu Izrael

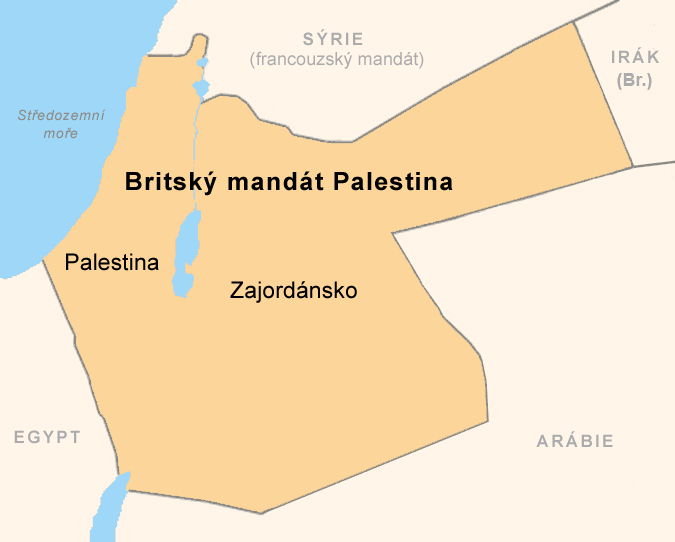
Britský mandát Palestina (1920)

Židé žijící mimo Palestinu odedávna usilovali o návrat a tato touha byla vyjádřena v Tanachu a je významným motivem židovských modlitebních knih. Persekuce Židů v Evropě, která začala ve 12. století a vyvrcholila jejich vyhnáním ze Španělska v roce 1492, vedla ke stálému proudu uprchlíků, kteří se usazovali ve Svaté zemi. Během 16. století vznikly velké židovské komunity ve „čtyřech svatých městech“ a ve druhé polovině 18. století přesídlila do Svaté země takřka celá chasidská pospolitost.
První velká vlna moderní imigrace, známá jako první alija, vypukla po protižidovských pogromech ve východní Evropě v roce 1881. V té době již existovala sionistická myšlenka, avšak až Theodor Herzl vytvořil politický sionismus – hnutí, které usilovalo o založení židovského státu. Tato myšlenka byla čistě sekulární a pragmatická, ostatně jako místo nového státu se kromě Palestiny zvažovala i Argentina, Kongo, Kypr nebo Uganda. Rovněž díky Herzlovi se tato otázka začala řešit i na mezinárodní diplomatické úrovni. V roce 1896 představil Herzl své vize v knize Der Judenstaat (Židovský stát) a o rok později předsedal prvnímu Světovému sionistickému kongresu v Basileji.
Britský ministr zahraničí Arthur Balfour roku 1917 deklaroval, že „vláda jeho Veličenstva pohlíží příznivě na zřízení národní domoviny židovského lidu v Palestině.“ Arabský odpor k židovskému přistěhovalectví přerostl v roce 1920 v násilnosti, které vedly ke zformování palestinské židovské ozbrojené organizace Hagana, od níž se později oddělily skupiny Irgun a Lechi.
V roce 1917 byla Palestina obsazena Brity pod velením generála Edmunda Allenbyho, v roce 1919 pak bylo na Pařížské mírové konferenci území Palestiny svěřeno pod britskou správu, a vznikl tak protektorát Britský mandát Palestina, mezi jehož hlavní cíle patřilo provedení Balfourovy deklarace. Obyvatelstvo protektorátu bylo v té době většinou arabské, avšak Jeruzalém byl již převážně židovský.

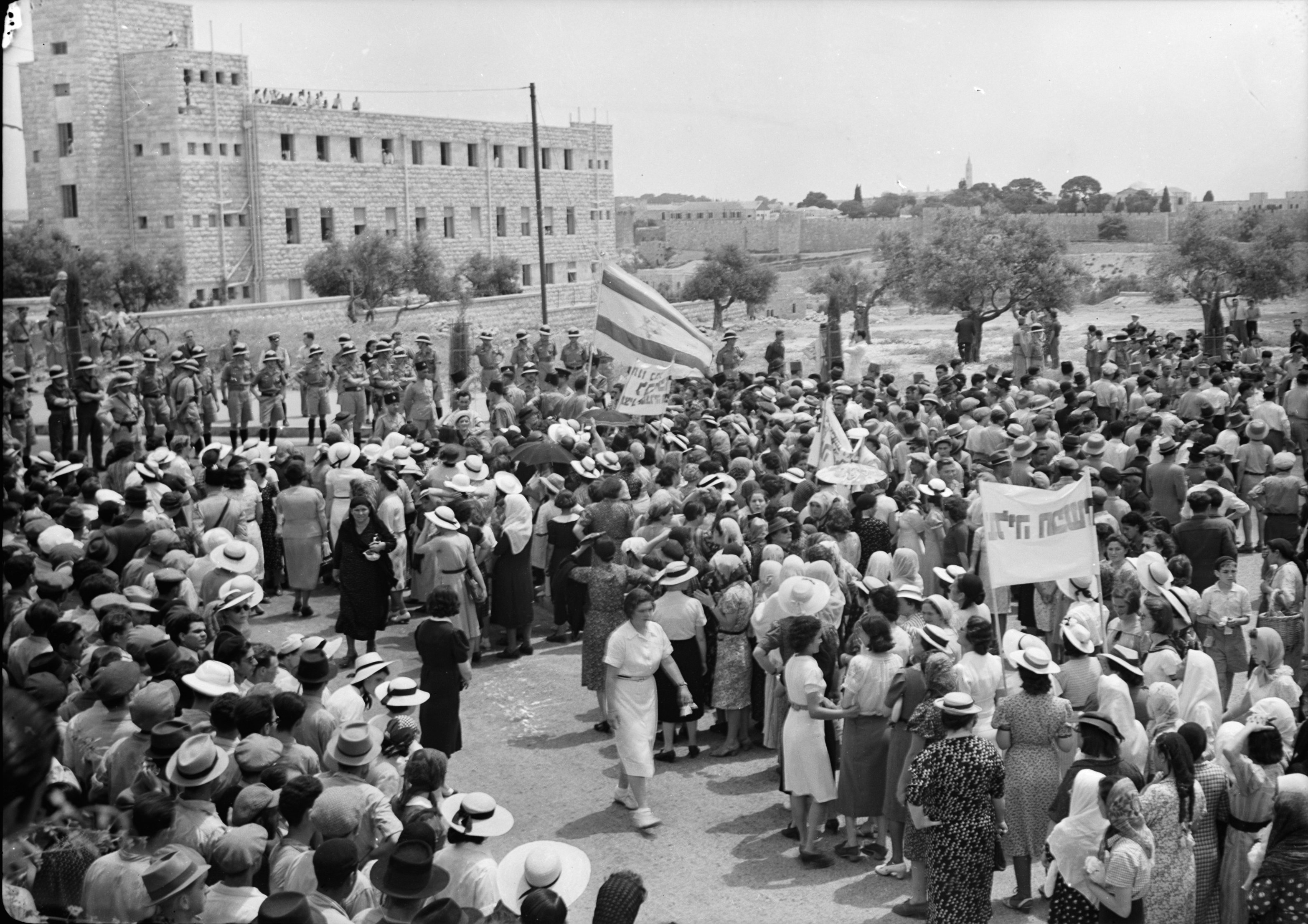
Demonstrace proti Bílé knize omezující židovskou migraci do Palestiny, 1939

Židovská imigrace pokračovala i za třetí aliji (1919–1923) a čtvrté aliji (1924–1929), během kterých přišlo do Palestiny více než 100 tisíc Židů. Arabské nepokoje a povstání v Jaffě vedly k tomu, že Britové omezili židovskou imigraci a území pro budoucí židovský stát stanovili pouze na západ od řeky Jordán.
Vzestup nacismu v Evropě ve 30. letech vedl k páté aliji, přílivu téměř čtvrt milionu Židů, který podnítil arabské násilnosti a povstání, při nichž Arabové zabrali značnou část protektorátu. Proto Spojené království změnilo politiku vůči židovskému přistěhovalectví a v roce 1939 v takzvané Bílé knize zavedlo kvóty pro židovské přistěhovalce. Přes toto omezení však do Palestiny přijížděli uprchlíci v rámci ilegální aliji, tzv. aliji Bet. Ke konci druhé světové války tvořili Židé v Palestině 33 % populace oproti 11 % v roce 1922.
I když palestinští Židé s britskými přistěhovaleckými kvótami nesouhlasili, připojili se většinou k Davidu Ben Gurionovi, jenž prohlásil: Budeme bojovat s Brity proti Hitlerovi, jako by Bílá kniha neexistovala; a budeme bojovat proti Bílé knize, jako by nebyla žádná válka. Extremisté ze skupin Irgun a Lechi však zahájili teroristický boj proti Britům; členové Lechi útočili po celou válku, Irgun protibritské akce zahájil až roku 1944. V britské armádě bojovalo v nově zformované Židovské brigádě na 26 tisíc Židů z Britského mandátu Palestina, přestože Britové stále zadržovali lodě plné židovských uprchlíků. Několik desítek palestinských Židů jako parašutisté seskočilo hluboko do evropského vnitrozemí, ovládaného Němci, a jako britští vyzvědači navazovali kontakt se zbylými židovskými komunitami. Během války došlo k dalšímu velkému legálnímu i nelegálnímu přistěhovalectví, ale i k další polarizaci Židů a Arabů.

### Vyhlášení nezávislosti a první roky

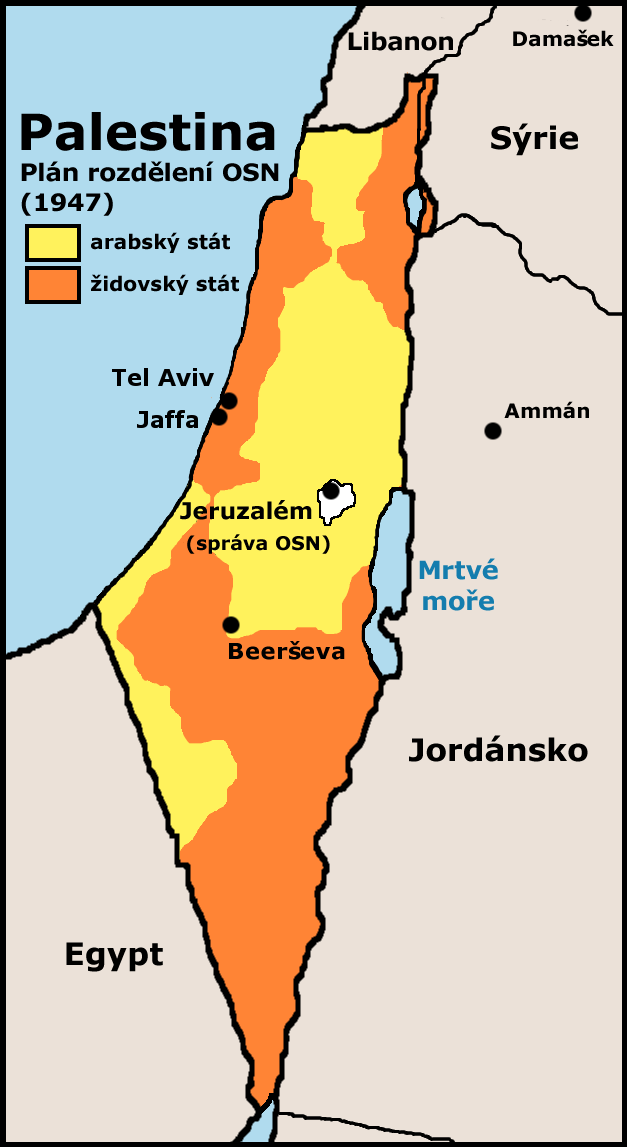
Plán OSN na rozdělení Palestiny

Po roce 1945 se vyostřil konflikt mezi Spojeným královstvím a Židy, kteří Brity obviňovali z neochoty plnit své závazky a stranění Arabům. Po sérii teroristických útoků na britské síly (např. útoku na hotel King David) nebo pobouřeným veřejným míněním v případu lodi Exodus se britská vláda v roce 1947 vzdala svého mandátu v Palestině. Nově vytvořená Organizace spojených národů (OSN) přijala 29. listopadu 1947 Plán OSN na rozdělení Palestiny, podle něhož se území mělo rozdělit na arabský a židovský stát a Jeruzalém měl zůstat pod mezinárodní správou OSN jako corpus separatum. Židé plán přijali, přestože 75 % území, které jim bylo přiřknuto, byla poušť, zatímco Liga arabských států a Vysoká arabská komise plán odmítly s odůvodněním, že porušuje „ustanovení Charty OSN, které dává národu právo na určení svého vlastního osudu“.

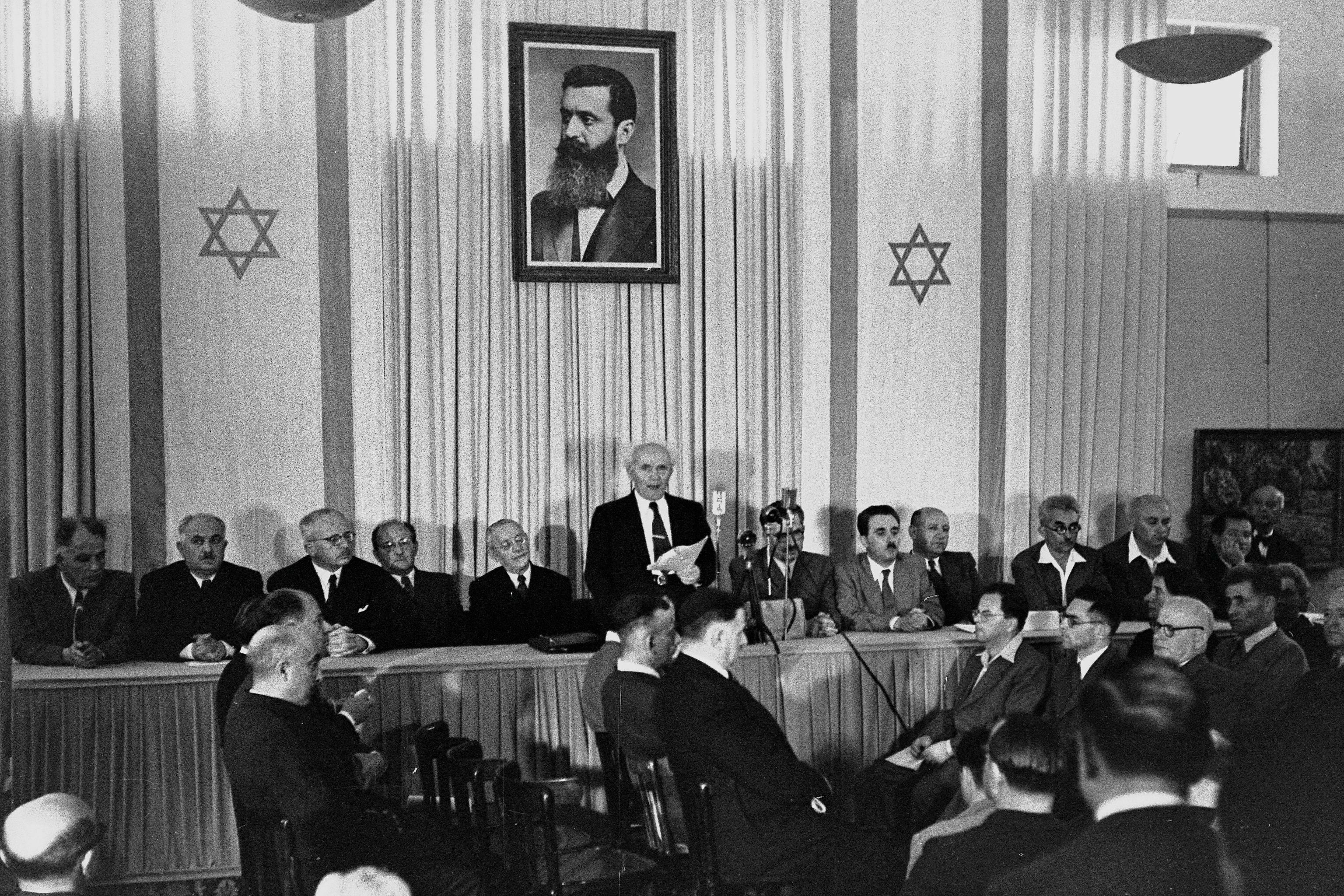
David Ben Gurion čte Deklaraci nezávislosti Státu Izrael 14. května 1948 v Tel Avivu

14. května 1948, den před ukončením Britského mandátu Palestina, byla vyhlášena nezávislost Státu Izrael. V době vzniku Izraele žilo na území někdejšího britského mandátu 1,2 miliónu Arabů a 650 tisíc Židů. Druhý den po vyhlášení nezávislosti armády pěti arabských států Izrael napadly, a rozpoutaly tak první arabsko-izraelskou válku. Po více než roce bojů bylo vyhlášeno příměří a stanoveny dočasné hranice, známé jako Zelená linie. Jordánsko anektovalo území Judeje a Samaří, známé spíše jako Západní břeh Jordánu, a Východní Jeruzalém. Egypt převzal kontrolu nad Pásmem Gazy. 11. května 1949 byl Izrael přijat do OSN. Podle odhadů OSN během této války opustilo zemi na 711 tisíc Arabů, tj. zhruba 80 % dřívější arabské populace a osud těchto palestinských uprchlíků dodnes zatěžuje arabsko-izraelské vztahy.
První léta židovského státu byla poznamenána obrovskou imigrační vlnou přeživších holocaustu a Židů, kteří byli vyhnání z arabských zemí. Během deseti let (1948–1958) vzrostla populace Izraele z 800 tisíc na 2 miliony. Nově příchozí byli většinou nemajetní a byli ubytováváni v provizorních uprchlických táborech, známých jako ma'abarot.
V roce 1956 vypukla Suezská krize, způsobená tím, že Egypt znárodnil Suezský průplav a uzavřel Tiranskou úžinu. Izrael se rozhodl spojit s Francií a Spojeným královstvím, zaútočil na Egypt a pokusil se získat zpět přístup k Rudému moři. Dobyl sice Sinajský poloostrov, pod diplomatickým tlakem USA a Sovětského svazu se však stáhl výměnou za právo plavit se v Rudém moři a průplavu.
Počátkem následující dekády se Izraeli podařilo v Argentině unést Adolfa Eichmanna, tvůrce „konečného řešení“ židovské otázky, a postavit ho v Izraeli před soud. Proces velmi přispěl k tomu, že si veřejnost uvědomila rozměry holocaustu, a dodnes je Eichmann jediným člověkem odsouzeným izraelským soudem k trestu smrti.

### Konflikty a mírové dohody

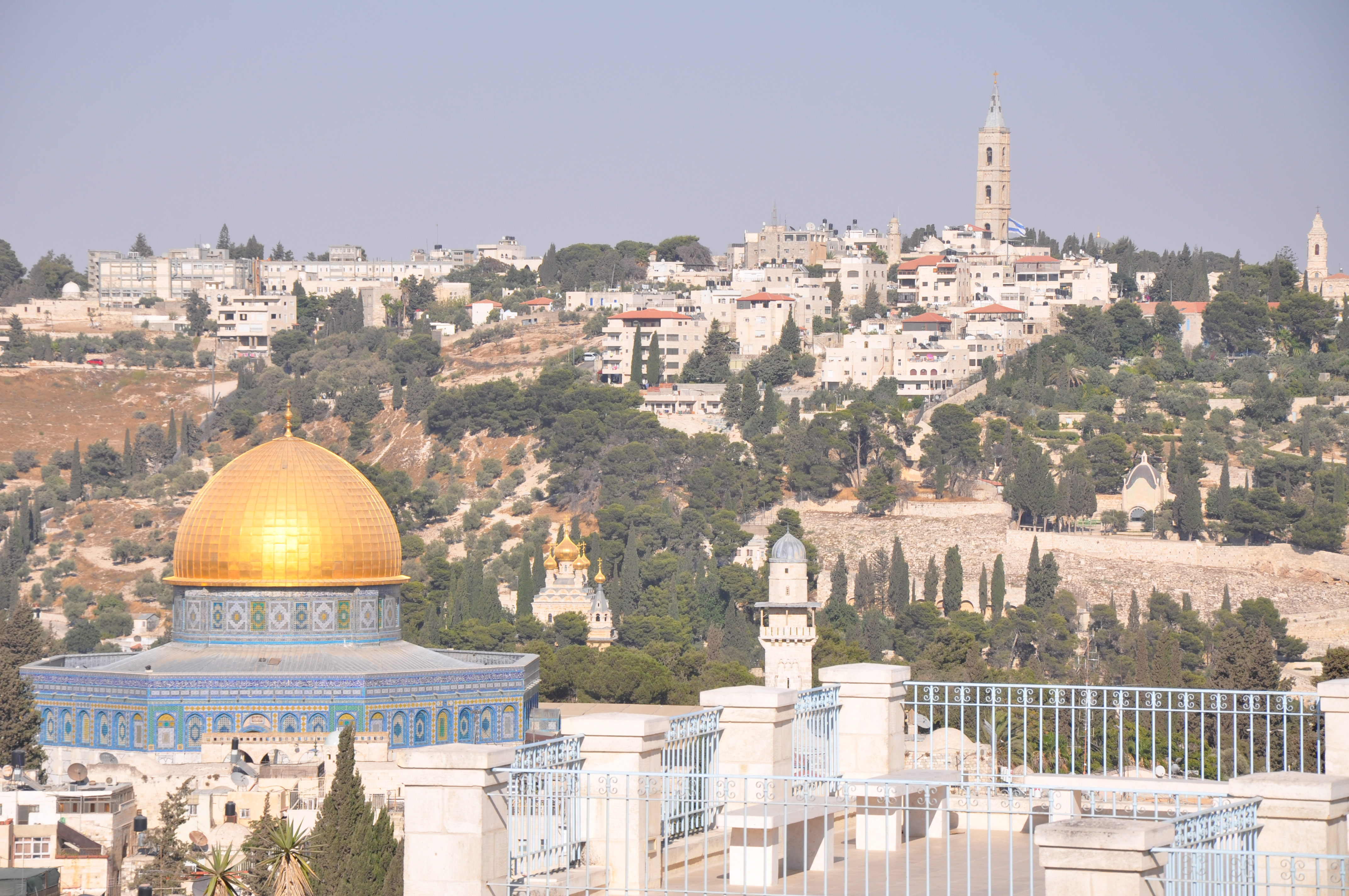
Východní Jeruzalém s Chrámovou horou anektovaný Izraelem roku 1967

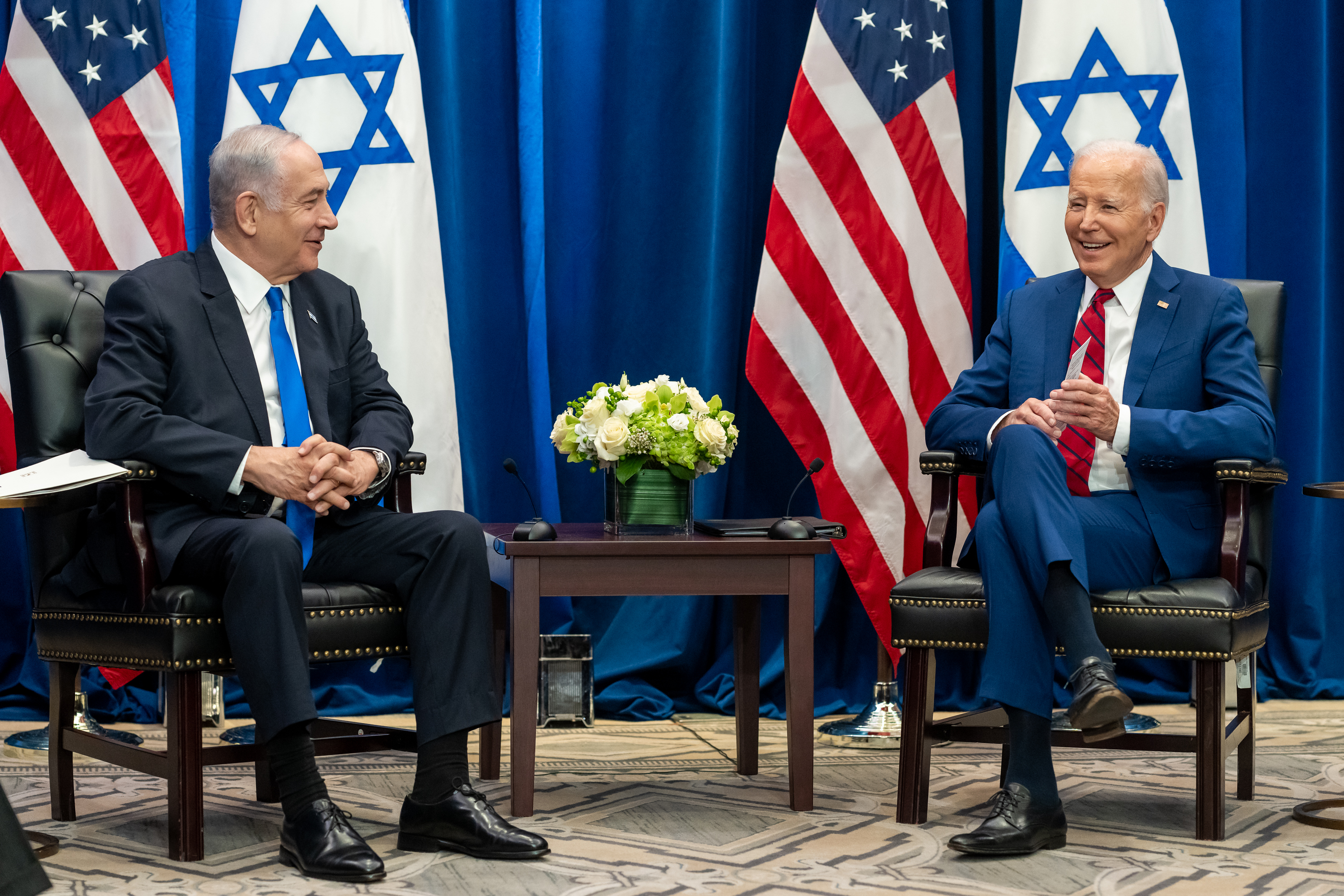
Americký prezident Joe Biden a dlouholetý izraelský premiér Benjamin Netanjahu, který byl v čele své šesté vlády, 20. září 2023

Arabské státy považovaly Stát Izrael za nelegitimní a v roce 1964 vznikla Organizace pro osvobození Palestiny (OOP), jež deklarovala cíl „dosáhnout zničení Izraele“ a v jejíž Národní chartě se až do prosince 1998 uvádělo, že „ozbrojené povstání je jediný způsob jak osvobodit vlast.“ V roce 1967 shromáždili Egypt, Sýrie a Jordánsko svoje armády u hranic Izraele, Egypt vyzval k odchodu mírové jednotky OSN a opět zablokoval Izraeli přístup k Rudému moři. Tyto kroky Izrael chápal jako přípravu k válce a rozhodl, že sám udeří první. Šestidenní válka přinesla Izraeli rozhodující vítězství a ovládnutí území Západního břehu, Pásma Gazy, Sinajského poloostrova, Golanských výšin a Východního Jeruzaléma.
Na přelomu 60. a 70. let palestinští ozbrojenci provedli řadu teroristických útoků proti izraelským cílům po celém světě, mimo jiné masakr izraelských atletů na LOH v Mnichově v roce 1972. Izrael odpověděl Operací Boží hněv, pokusem izraelské tajné služby Mosad zlikvidovat strůjce mnichovského útoku. 6. října 1973, v den židovského svátku Jom kipur, překvapivě na Izrael zaútočily Egypt a Sýrie. Jomkipurská válka skončila 26. října konečným vítězstvím Izraele, který však zaznamenal těžké ztráty.

Po vítězství v Šestidenní válce Izrael obsadil Palestinská území, Sinaj, Východní Jeruzalém a syrské Golanské výšiny, které v roce 1981 anektoval

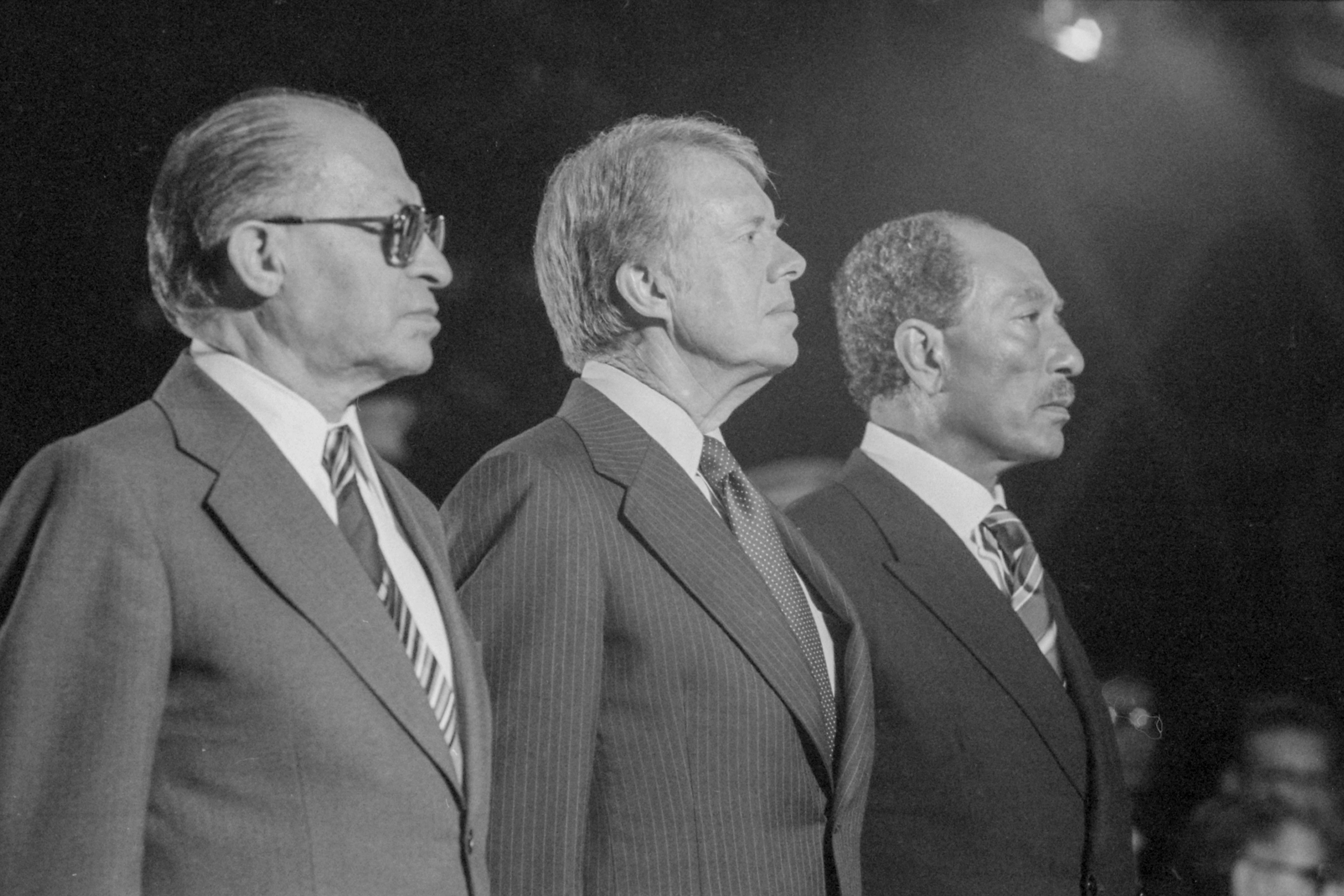
Menachem Begin, Jimmy Carter a Anwar Sadat v Camp Davidu, 1978

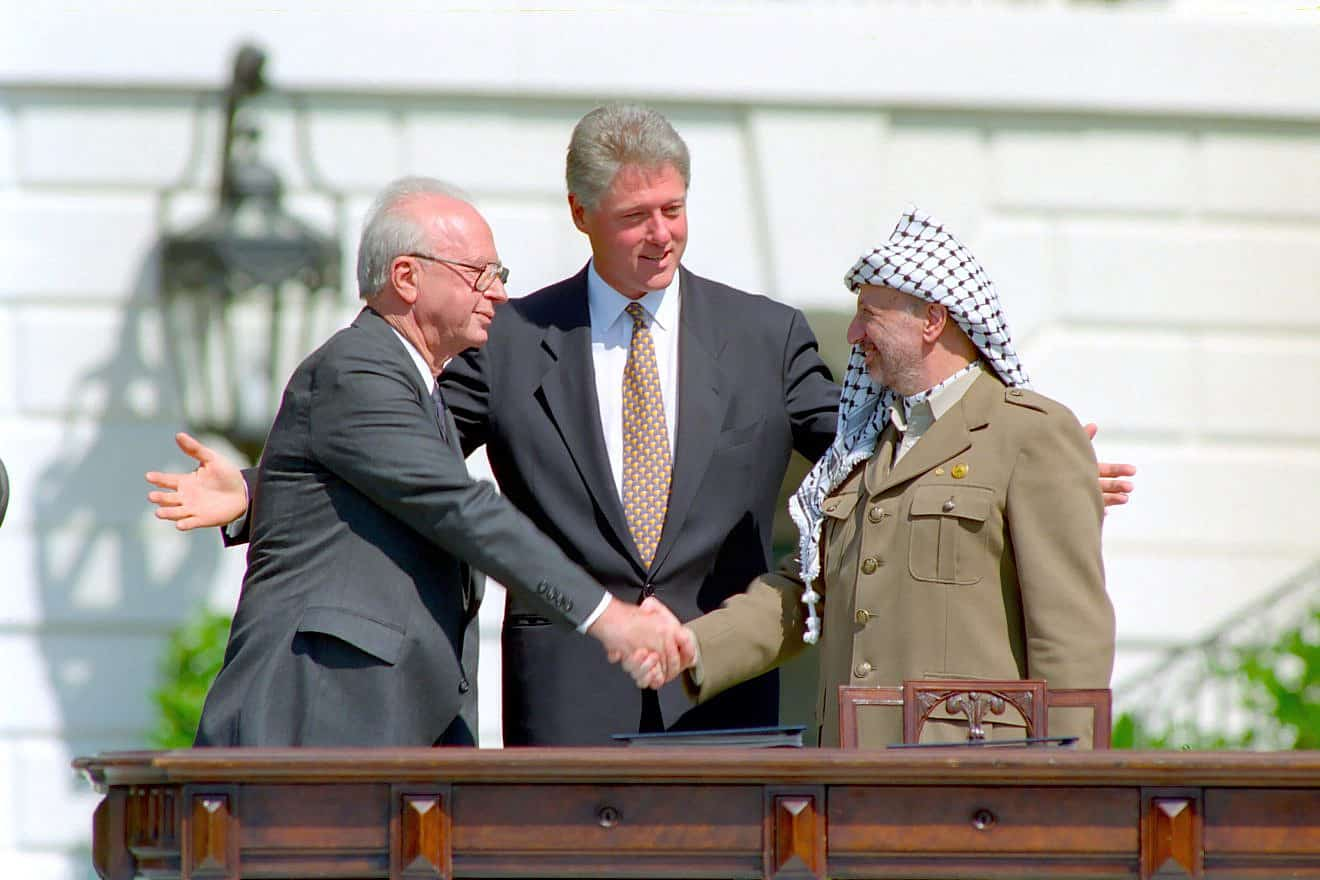
Jicchak Rabin, Bill Clinton a Jásir Arafat po podepsání Mírových dohod z Osla ve Washingtonu 13. září 1993

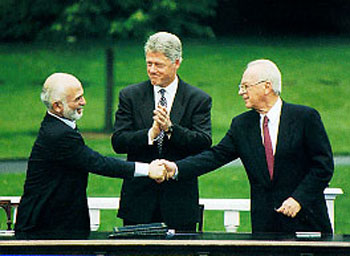
Husajn I., Bill Clinton a Jicchak Rabin během izraelsko-jordánských mírových jednání

Po dlouhých letech nadvlády socialistů vyhrála v roce 1977 ve volbách do izraelského parlamentu Knesetu poprvé pravicová strana Likud. Tentýž rok učinil egyptský prezident Anwar Sadat překvapivou cestu do Izraele a o dva roky později podepsali Sadat a Menachem Begin ve Washingtonu Egyptsko-izraelskou mírovou smlouvu, podle níž se pak Izrael stáhl ze Sinajského poloostrova.
V roce 1978 podnikl Izrael, v reakci na palestinský teroristický útok, Operaci Lítání, při níž došlo k obsazení jižního Libanonu a vytlačení jednotek OOP z této země. Za vlády Likudu také došlo k rozsáhlé expanzi izraelských osad na území Západního břehu Jordánu, která přinesla růst napětí mezi Izraelci a palestinskými Araby.
7. června 1981 Izrael vybombardoval v rámci operace Opera irácký jaderný reaktor v Osiraku, protože se obával, že by ho Irák mohl použít k výrobě jaderných zbraní. V roce 1982 zasáhl Izrael do libanonské občanské války, aby zničil základny, z nichž OOP ostřelovala raketami severní Izrael, což vedlo k první libanonské válce. Izrael se stáhl z většiny Libanonu v roce 1986, ale v tzv. nárazníkové zóně setrval až do května 2000. V roce 1987 vypukla tzv. první intifáda, arabské povstání proti izraelské přítomnosti v Pásmu Gazy a území západně od Jordánu. Během války v Zálivu v roce 1991 podporovala OOP a mnoho palestinských Arabů Saddáma Husajna a raketové útoky Iráku proti Izraeli.
Téhož roku proběhla za vlády Jicchaka Šamira Madridská konference. Ta byla průlomová tím, že se u jednoho stolu sešly znepřátelené strany, jejichž představitelé zde spolu přímo hovořili poprvé od Války za nezávislost. Během roku 1992 docházelo k přímým schůzkám mezi Izraelci a Araby v různých městech po celém světě. Tentýž rok vyhrál volby Jicchak Rabin. Tzv. Mírová dohoda z Osla byla podepsána 13. září 1993 ve Washingtonu. Z ní vyplývalo, že má být po přechodnou dobu pěti let na území Západního břehu a pásma Gazy ustanovena Palestinská samospráva. V roce 1994 byla mezi Izraelem a Jordánskem podepsána Izraelsko-jordánská mírová smlouva.
Podepsání dohod z Osla narazilo na obou stranách na odpor radikálů, což mírový proces značně zkomplikovalo. Na palestinské politické scéně začala sílit opozice, a to zejména Hamás a Palestinský islámský džihád, která se proti Organizaci pro osvobození Palestiny a Smlouvám z Osla začala vymezovat. V Izraeli se proti smlouvě vymezila strana Likud a další pravicová uskupení, sám Jicchak Rabin byl 4. listopadu 1995 zavražděn pravicovým židovským radikálem Jigalem Amirem. Za vlády Benjamina Netanjahua byl podepsán tzv. Hebronský protokol, fakticky znamenající předání města Hebron Palestinské autonomii a stažení izraelské armády z části tohoto města. V říjnu 1998 bylo podepsáno Memorandum od Wye River, jež přineslo postoupení 13 % území Západního břehu palestinským Arabům a úpravu statusu některých oblastí. Za vlády Ehuda Baraka se izraelská armáda stáhla z jižního Libanonu (v květnu 2000) a bylo zahájeno vyjednávání s předsedou Palestinské autonomie Jásirem Arafatem. V červenci 2000 se uskutečnil summit v Camp Davidu, kde Barak nabídl plán na založení Palestinského státu, ale jednání s Arafatem nakonec selhala kvůli neshodám ohledně suverenity budoucího státu, statusu Jeruzaléma, izraelských osad a návratu palestinských uprchlíků. Po ztroskotání jednání vypuklo 29. 9. 2000 další povstání Palestinců, tzv. druhá intifáda neboli Intifáda al-Aksá.
V předčasných volbách v únoru 2001 se stal novým premiérem Ariel Šaron. Během své vlády prosadil plán na jednostranné stažení z Pásma Gazy a plán na výstavbu bezpečnostní bariéry kolem Západního břehu. V roce 2006 utrpěl mozkovou mrtvici, po níž upadl do kómatu. Premiérský post pak převzal vicepremiér Ehud Olmert. V červenci téhož roku začala druhá libanonská válka, která znamenala vytrvalé bombardování libanonských cílů izraelskou armádou a ostřelování severu Izraele libanonskou ší'itskou milicí Hizballáh. Konflikt trval několik týdnů a příměří bylo uzavřeno 14. srpna. Po válce v Izraeli zaznívaly silné hlasy kritizující premiéra Ehuda Olmerta a tehdejšího ministra obrany Amira Perece.
Dne 27. listopadu 2007 souhlasili tehdejší izraelský premiér Ehud Olmert a palestinský prezident Mahmúd Abbás s jednáním nad všemi spornými tématy izraelsko-palestinského konfliktu a snahou dosáhnout dohody do konce roku 2008. Začátkem září roku 2007 podniklo Izraelské vojenské letectvo operaci Ovocný sad, při níž vybombardovalo syrský jaderný reaktor. V dubnu 2008 oznámil syrský prezident Bašár Asad, že Sýrie a Izrael již rok jednají za tureckého zprostředkování o mírové smlouvě; Izrael tuto informaci potvrdil o měsíc později.
Trvalou bezpečnostní hrozbu představuje opakující se ostřelování ze strany palestinských radikálních skupin z okupovaného Pásma Gazy. Od roku 2005, kdy se Izrael z tohoto území jednostranně stáhl, na něj bylo z Pásma Gazy k červenci 2014 vypáleno více než 11 tisíc raket. Z toho důvodu byl vyvinut a rozmístěn protiraketový systém Železná kopule, který pomáhá snižovat riziko zasažení civilních oblastí. Sám o sobě však raketovou a minometnou hrozbu odstranit nemůže, kvůli čemuž proběhlo několik vojenských operací. Na přelomu let 2008 a 2009 se jednalo o operaci Lité olovo, v listopadu 2012 o operaci Pilíř obrany a mezi červencem a srpnem 2014 proběhla operace Ochranné ostří. Po útoku teroristického hnutí Hamás na Izrael dne 7. října 2023 vypukla válka v Pásmu Gazy. USA a evropské státy podpořily Izrael, zatímco většina zemí třetího světa vyzvala k zastavení bojů a kritizovala izraelský způsob vedení války. Na konci roku 2023 v souvislosti s touto válkou obvinila Jihoafrická republika Izrael z páchání genocidy Palestinců v Pásmu Gazy u Mezinárodního soudního dvora a v roce 2024 vydal Mezinárodní trestní soud na představitele Izraele a Hamásu zatykače z důvodu podezření z páchání válečných zločinů a zločinů proti lidskosti.

## Státní symboly

### Vlajka
Izraelská vlajka je tvořena dvěma modrými pruhy podél horního i dolního okraje listu na bílém podkladu (pruhy jsou v poměru šířek 3:5:16:5:3), s modrou šesticípou Davidovou hvězdou (Davidovým štítem), tvořenou dvěma přetínajícími se trojúhelníky, uprostřed.

### Znak
Izraelský státní znak znázorňuje sedmiramenný svícen (menoru), po obou stranách obklopený olivovými ratolestmi, pod nínž je nápis ישראל‎ (hebrejsky). Zatímco pozadí znaku je vždy modré, menora a olivové ratolesti mohou být bílé nebo zlaté. Modro-bílá verze se objevuje například na prezidentské standartě, zatímco modro-zlatá verze je běžná, když se znak používá samostatně.

### Hymna
Izraelská hymna je píseň ha-Tikva (hebrejsky התקווה‎, česky Naděje). Text pod názvem Tikvatenu (Naše naděje) napsal Naftali Herz Imber a vyšel v jeho sbírce básní Barkaj (Jitřenka). Hudbu složil na základě lidové melodie Samuel Cohen.

## Geografie

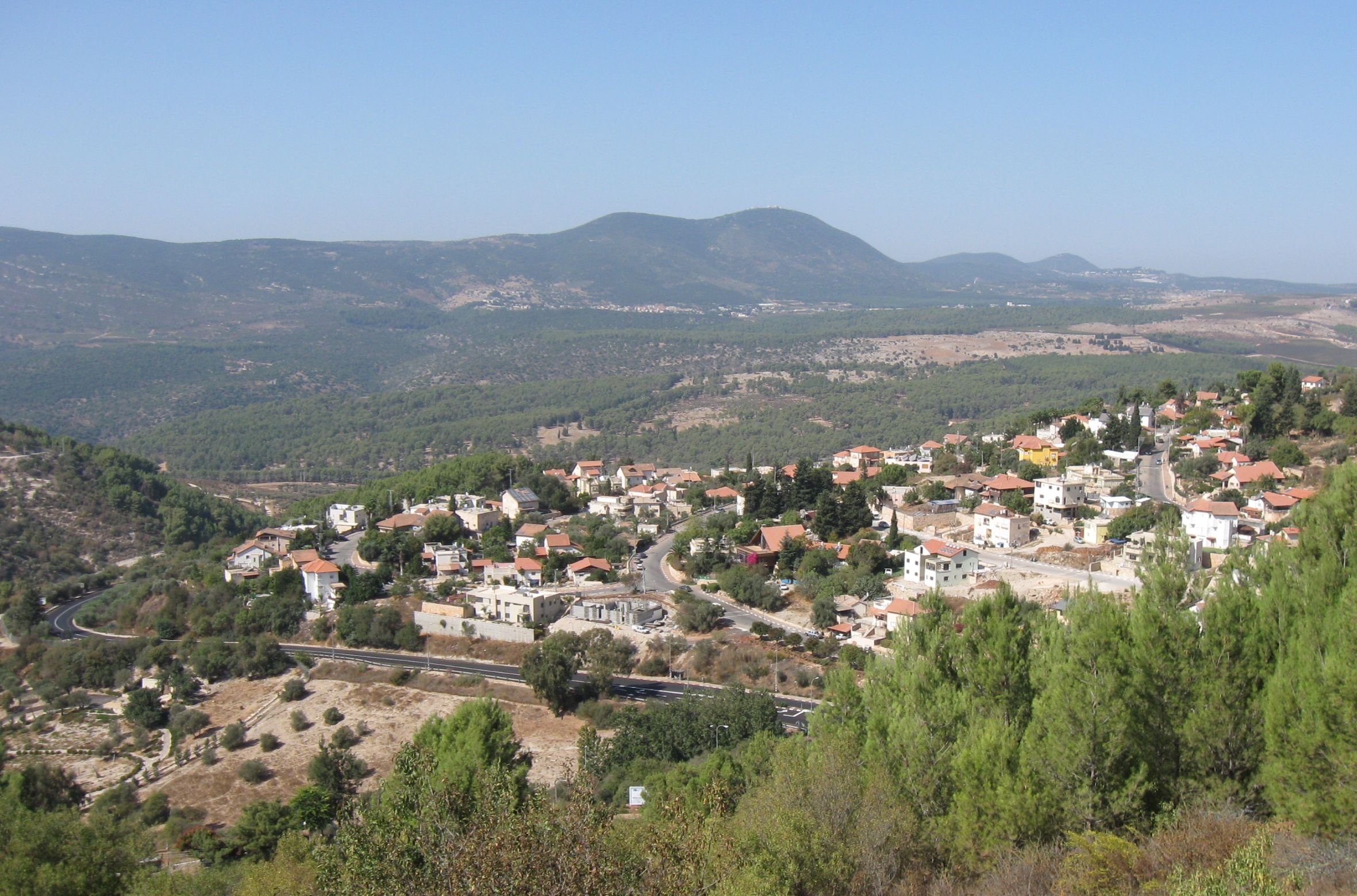
Krajina v Horní Galileji na severu Izraele

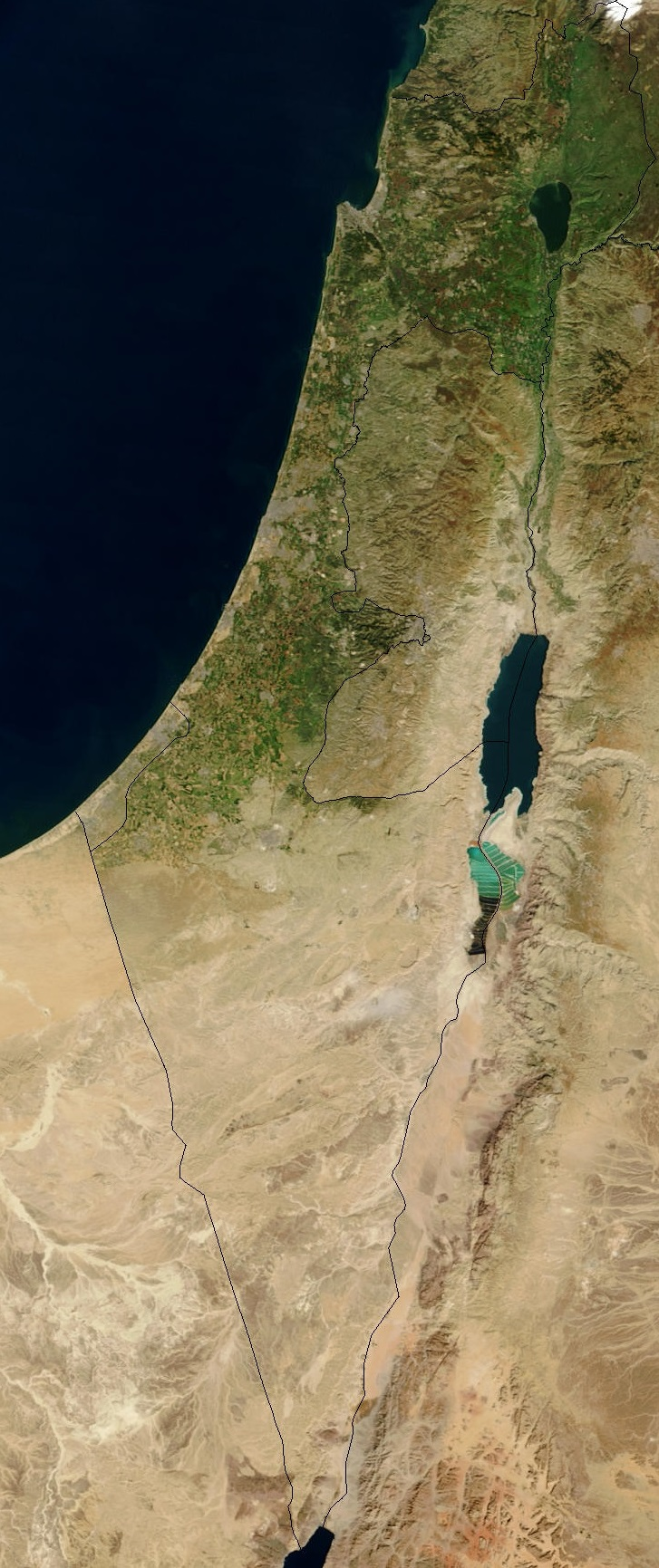
Satelitní snímek Izraele

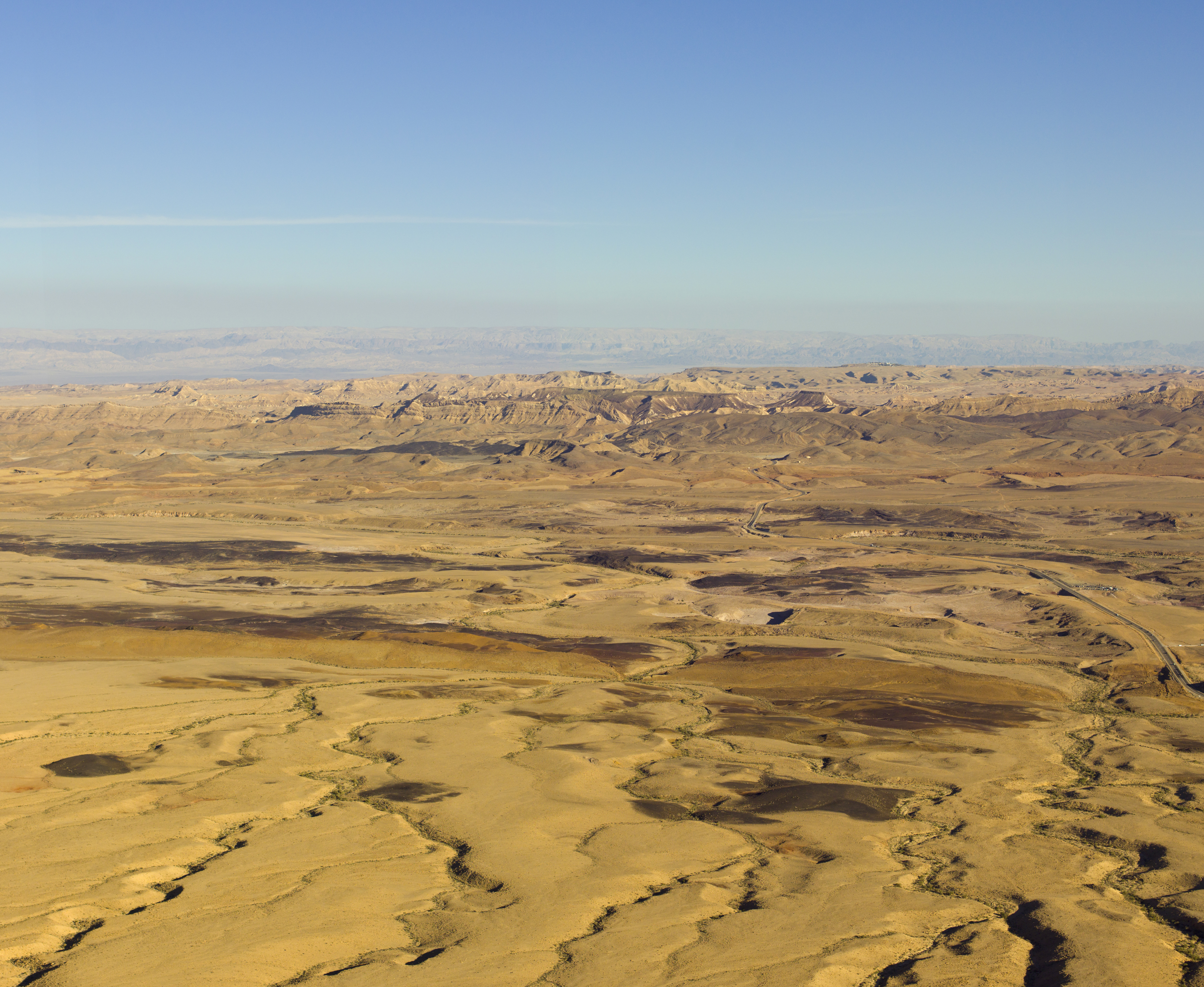
Negevská poušť

Izrael se nachází na východě Středozemního moře, které tvoří jeho západní hranici, dále je ohraničen ze severu Libanonem, ze severovýchodu Sýrií, z východu Jordánskem a z jihozápadu Egyptem. Bez území, která získal během Šestidenní války v roce 1967, má rozlohu 20 770 km², z čehož 2 % tvoří vodní plochy. Území spadající pod izraelskou jurisdikci zahrnuje také Východní Jeruzalém a Golanské výšiny, s nimiž má rozlohu 22 072 km². Celková rozloha území pod izraelskou vládou včetně vojensky ovládaných a částečně autonomních palestinských území na Západním břehu Jordánu činí 27 799 km². Navzdory tomu, že Izrael je malou zemí, nacházejí se zde rozmanité geografické jevy a zvláštnosti, například Negevská poušť na jihu či horské hřbety Galileje, Karmelu a Golan na severu.
Východně od centrální vysočiny se nachází Jordánské údolí, jež je částí Velké příkopové propadliny. Řeka Jordán teče od hory Hermon přes Chulské údolí a Galilejské jezero do Mrtvého moře, které je nejníže položeným místem na Zemi. Na jihu se rozkládá údolí Vádí al-Araba končící v Akabském zálivu Rudého moře. Pro Izrael a Sinajský poloostrov jsou jedinečné erodované kráterovité útvary zvané machtešim. Největší machteš na světě je Machteš Ramon v Negevské poušti, který je až 40 km dlouhý a 10 km široký.
Extrémní rozdíly
- Nejnižší bod: Mrtvé moře −408 metrů[8]
- Nejvyšší bod: hora Hermon na Golanských výšinách 2 814 m n. m.,[111] jinak hora Meron 1208 m n. m.[8]

### Klima

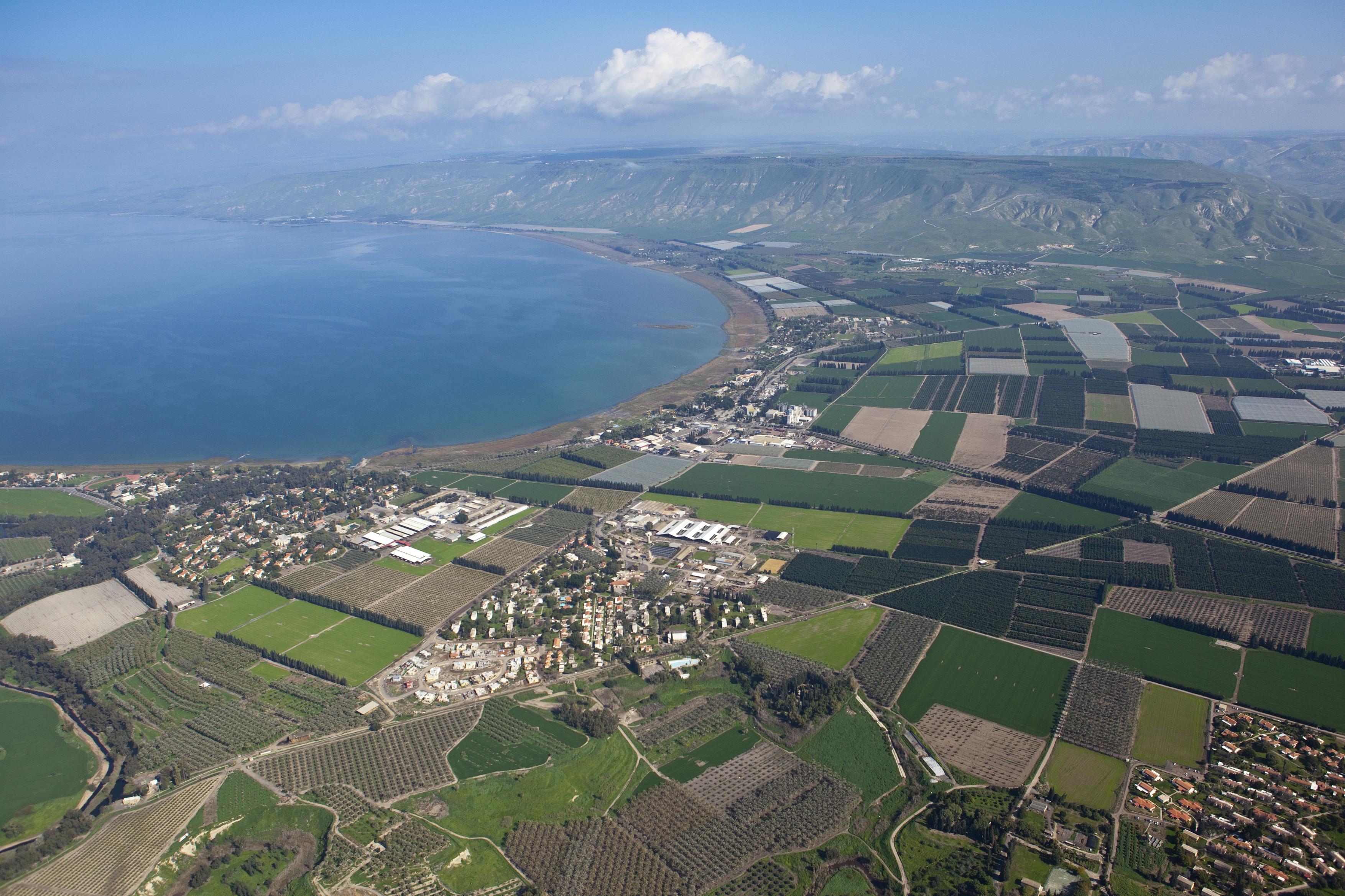
Galilejské jezero

Teplota vzduchu v Izraeli kolísá, a to zejména během zimy. V horských oblastech převládá chladné a větrné podnebí, mnohdy doprovázené sněžením. Vrchol hory Hermon má po většinu roku sněhovou pokrývku a každoročně obvykle sněží i v Jeruzalémě. Pobřežní města jako Tel Aviv a Haifa mají chladné, deštivé zimy a dlouhá a teplá léta – tj. středozemní podnebí. Ve vesnici Tirat Cvi v severní části Jordánského údolí byla zaznamenána nejvyšší teplota v celé Asii (53,7 °C). Mezi květnem a zářím je v Izraeli déšť vzácností. Kvůli malému množství vodních zdrojů se izraelští vědci zaměřují také na vývoj technologií minimalizujících spotřebu vody. Jedním z jejich vynálezů je kapková závlaha, která umožňuje pěstitelům úsporně dávkovat vodu každé rostlině zvlášť. Izraelci využívají příznivých geografických podmínek pro výrobu solární energie, v jejíž produkci na osobu jsou na prvním místě na světě.

## Politika

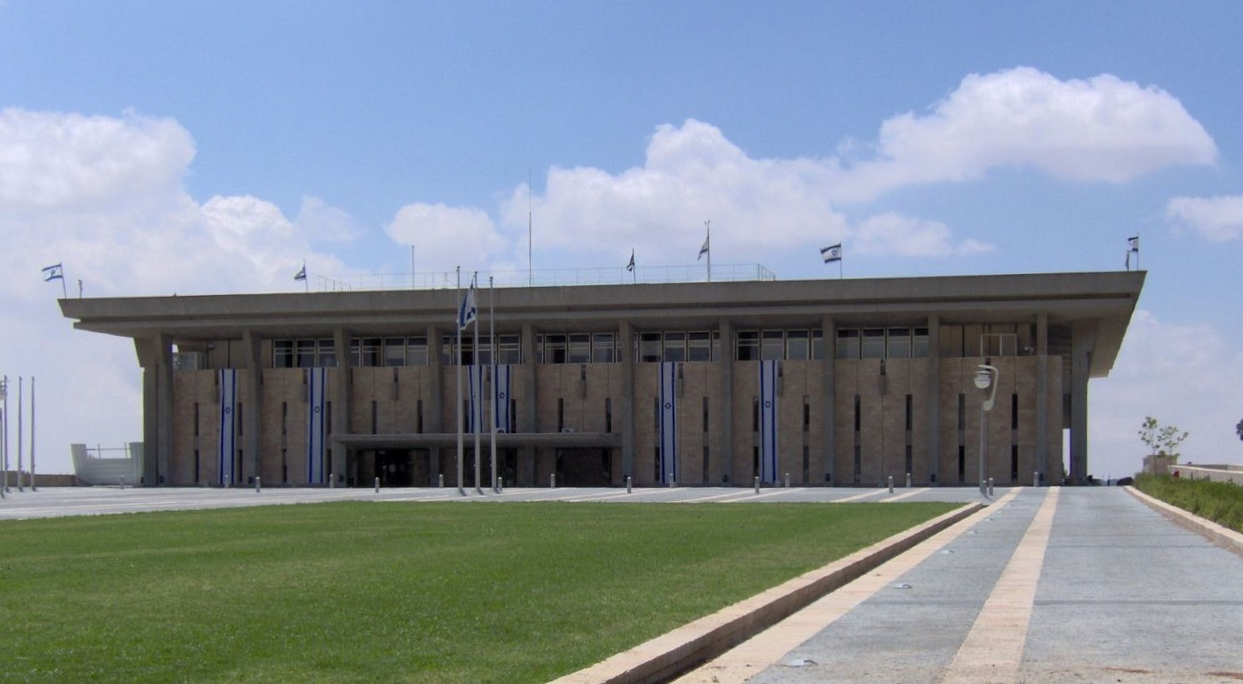
Kneset – izraelský parlament

Izrael je unitární parlamentní zastupitelská demokratická republika s pluralitním politickým systémem a všeobecným rovným volebním právem. Hlavou státu je prezident, který je volen parlamentem na 7 let. Výkonná moc je v rukou vlády, v jejímž čele stojí premiér. Premiérem se může stát pouze člen parlamentu, který získá potřebnou většinu hlasů – obvykle to bývá předseda nejsilnější politické strany. Zákonodárným orgánem je jednokomorový parlament Kneset tvořený 120 poslanci. Ti jsou voleni na základě poměrného volebního systému na čtyřleté volební období. Pokud však parlament odvolá premiéra nebo vládě nevysloví důvěru, je Kneset rozpuštěn předčasně. Izrael nemá psanou ústavu a jeho politický systém je ukotven v jedenácti základních zákonech. V roce 2003 začal Kneset vypracovávat návrh oficiální ústavy, založené na těchto zákonech.

### Soudní systém

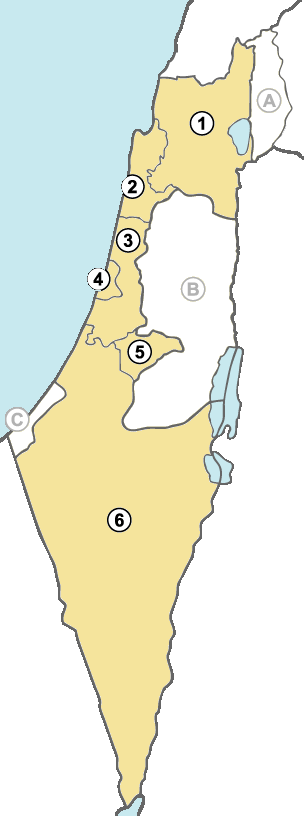
Izraelské distrikty: (1) Severní, (2) Haifský, (3) Centrální, (4) Telavivský, (5) Jeruzalém, (6) Jižní
Sporná území:
(A) Golanské výšiny, (B) Západní břeh Jordánu, (C) Pásmo Gazy

Izrael má trojstupňový soudní systém. Na nejnižší úrovni jsou městské soudy sídlící ve většině měst. Vyšší instancí jsou distriktní soudy sloužící jako odvolací soudy a v některých případech jako soudy první instance; nacházejí se v pěti ze šesti izraelských distriktů (mimo Jeruzalémský distrikt). Třetí a nejvyšší stupeň je Nejvyšší soud Státu Izrael, který sídlí v Jeruzalémě a slouží jako odvolací soud a soud první instance v závažných případech, kdy je zpochybněna zákonnost rozhodnutí a postupů představitelů státu. Izrael není členem Mezinárodního trestního soudu kvůli obavě, že by soud mohl být vůči Izraeli předpojatý. Izraelský právní systém kombinuje britské zvykové právo, kontinentální právo a židovské náboženské právo. Je založen na principu stare decisis (precedens) a na obžalovacím způsobu řízení, kdy strany sporu předkládají soudu důkazní materiály. Svatby a rozvody jsou v jurisdikci židovských, muslimských, drúzských a křesťanských náboženských soudů.
Izraelský základní zákon Lidská svoboda a důstojnost zaručuje lidská právy a svobody. Izrael je jediná země v oblasti Blízkého východu označená k roku 2013 organizací Freedom House za svobodnou v oblasti lidských a politických práv, zatímco území Palestinské autonomie bylo touto organizací hodnoceno jako nesvobodné. Na žebříčku svobody tisku organizace Reportéři bez hranic se Izrael k roku 2014 nachází na 96. místě ze 180 hodnocených zemí. V souvislosti s arabsko-izraelským konfliktem kritizují organizace Amnesty International a Human Rights Watch porušování lidských práv Izraelem. Porušování občanských svobod na okupovaných územích je také kritizováno nevládní izraelskou organizací Be-celem. Od roku 1995 je v Izraeli uzákoněn systém státní zdravotní péče.

### Administrativní dělení
Izrael je rozdělen do šesti hlavních distriktů (mechozot, singulár machoz) – Centrální distrikt, Haifský distrikt, Jeruzalémský distrikt, Severní distrikt, Jižní distrikt a Telavivský distrikt. Distrikty jsou dále rozděleny do patnácti subdistriktů (nafot, singulár nafa). Každý subdistrikt se dále dělí na přirozené oblasti, kterých je celkem padesát. V zemi se dále nachází tři metropolitní oblasti, v nichž k roku 2012 žilo celkem 5 113 000 obyvatel, a to Tel Aviv (3 464 100 obyvatel), Haifa (1 073 900) a Beerševa (574 900). Co do rozlohy i počtu obyvatel je k témuž roku největším izraelským městem Jeruzalém s 815 300 obyvateli a 126 km². Co do lidnatosti jej následovali Tel Aviv (414 600), Haifa (272 200) a Rišon le-Cijon (235 100).

### Okupovaná území

Bezpečnostní bariéra v Betlému

Jako Izraelem okupovaná území se označují území Západního břehu Jordánu, Východního Jeruzaléma, Pásma Gazy a Golanských výšin, která byla po Šestidenní válce v roce 1967 zabrána Egyptu, Jordánsku a Sýrii. Termín byl používán také pro Sinajský poloostrov, navrácený Egyptu podle Egyptsko-izraelské mírové smlouvy. Na všech těchto územích byly zakládány izraelské osady. Ve Východním Jeruzalémě a na Golanských výšinách je uplatňováno izraelské právo; tato území byla začleněna do vlastního Izraele a jejich občanům bylo nabídnuto izraelské občanství. Naopak Západní břeh zůstává pod vojenskou správou. Izrael tamní osady, ve kterých žije zhruba 450 tisíc Židů, stále rozšiřuje. Většina jednání o těchto územích probíhala na základě rezoluce Rady bezpečnosti OSN č. 242, která požaduje stažení Izraele z okupovaných území a jejich návrat arabským státům výměnou za mír.

Mapa Západního břehu Jordánu, květen 2021, ukazující území pod palestinskou (zeleně) a izraelskou kontrolou, včetně izraelských osad

Populace Západního břehu se skládá převážně z palestinských Arabů, jak původních obyvatel, tak uprchlíků Války za nezávislost z roku 1948. Od roku 1967 do roku 1993 žili Arabové na těchto územích pod izraelskou vojenskou správou. Od Dohod z Osla a Dopisů o vzájemném uznání je většina palestinské populace a měst pod správou tzv. Palestinské autonomie, avšak Izrael nad většinou území stále vykonává vojenský dohled. Kvůli vzrůstajícím sebevražedným útokům při Druhé intifádě (také nazývané Oslo válce) se izraelská vláda rozhodla vybudovat kolem Západního břehu zeď, tzv. bezpečnostní bariéru. V roce 2005 stáhl Izrael své obyvatele a vojenské síly z oblasti Pásma Gazy a čtyř osad na Západním břehu. Nadále toto území ovšem fakticky vojensky i ekonomicky kontroluje.
Dne 15. listopadu 1988 byl vyhlášený Stát Palestina, který uznává celkem 147 ze 193 členských států OSN.
Mezinárodní soudní dvůr a lidskoprávní organizace Amnesty International, Be-celem, Human Rights Watch, Yesh Din a další označily politiku státu Izrael, rozlišující statut obyvatel kontrolovaných území na základě národnosti, jako apartheid.
V červenci 2024 Mezinárodní soudní dvůr v Haagu rozhodl, že Izrael okupací Západního břehu Jordánu včetně východního Jeruzaléma a Pásma Gazy a využíváním tamních zdrojů porušuje mezinárodní právo. Soud uvedl, že izraelská výstavba osad a související infrastruktury je projevem záměru trvalé přítomnosti na daných územích. Přítomnost Izraele označil za nelegální.

### Zahraniční vztahy

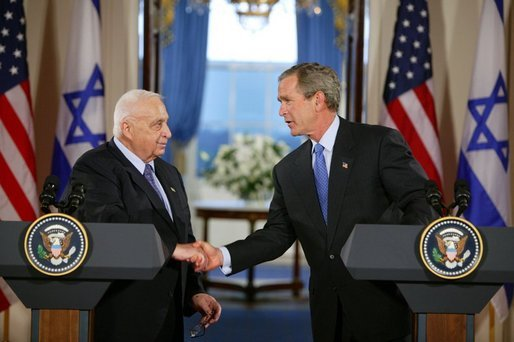
Bývalý izraelský premiér Ariel Šaron a americký prezident George W. Bush

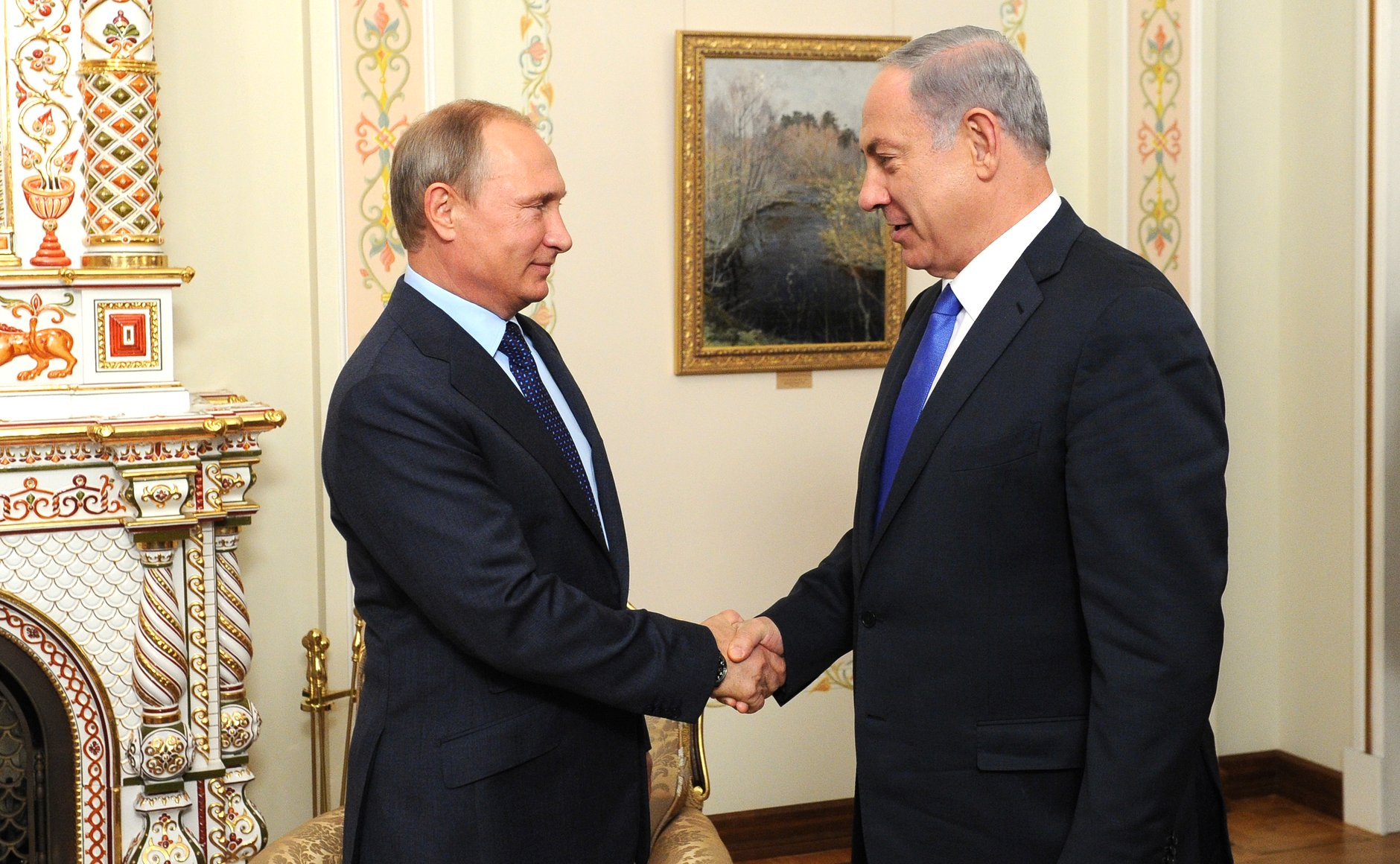
Izraelský premiér Benjamin Netanjahu a ruský prezident Vladimir Putin 22. září 2015

Izrael udržuje diplomatické vztahy se 164 zeměmi a po celém světě má 107 diplomatických zastoupení. Většina zemí, se kterými Izrael neudržuje žádné diplomatické vztahy jsou muslimské státy. Z Ligy arabských států navázaly s Izraelem plné diplomatické vztahy Egypt a Jordánsko, které s ním podepsaly mírové smlouvy v letech 1979 a 1994. V roce 2020 s Izraelem navázaly vztahy 4 země – Spojené arabské emiráty a Bahrajn v září, se Súdánem v říjnu a Marokem v prosinci. Tunisko ukončilo své částečné diplomatické styky s Izraelem počátkem Druhé intifády v roce 2000. Od roku 2003, kdy ministr zahraničních věcí Izraele navštívil Maroko, se izraelsko-marocké vztahy zlepšují. Podle izraelského zákona jsou Libanon, Sýrie, Saúdská Arábie, Irák a Jemen nepřátelské země a občané Izraele je nesmí navštívit bez povolení ministerstva vnitra. Od roku 1995 je Izrael součástí Středomořského dialogu, v němž spolupracuje sedm zemí ležících kolem Středozemního moře a Severoatlantická aliance (NATO).
Mezi nejbližší izraelské spojence patří Spojené státy americké, Německo, Spojené království, Česko a Indie. Spojené státy byly první zemí, která uznala Izrael, poté jej uznal i Sovětský svaz. Vzhledem ke stejným politickým a náboženským hodnotám pokládají Spojené státy Izrael za svého nejbližšího spojence v jihozápadní Asii. Silné vztahy Německa s Izraelem vychází z německé snahy odškodnit a napravit holokaust. Obě země se podílí na vědeckých a vzdělávacích aktivitách a jsou silnými ekonomickými a vojenskými partnery.
Česká náklonnost Izraeli pramení hlavně z odkazu Václava Havla, který jej po dobu svého působení v úřadu prezidenta a i poté podporoval. Indie navázala plné diplomatické vztahy s Izraelem v roce 1992 a od té doby s ním udržuje silné vojenské a kulturní partnerství. Spojené království, které má s Izraelem vztah již z dob Britského mandátu Palestina, s ním udržuje silné obchodní vazby. Diplomatické vztahy měl Izrael za dynastie Pahlaví i s Íránem, během íránské revoluce však Írán uznání Izraele zrušil. Írán představuje pro Izrael existenční hrozbu, proto Izrael chystá preventivní útok na íránská jaderná zařízení. Silné spojenectví pojilo Izrael rovněž s Tureckem. Ačkoliv spolu obě země navázaly plné diplomatické vztahy až v roce 1991, již od roku 1949 mezi nimi probíhala spolupráce. Vzájemné vztahy výrazně utrpěly v květnu 2010 v důsledku izraelského zásahu proti konvoji do Pásma Gazy, při němž zemřelo devět Turků.

#### Vztahy s Československem a Českou republikou
V době předstátní a v počátečních letech existence státu měl Izrael velmi dobré vztahy s Československem, které mu i přes embargo OSN poskytovalo vojenskou a hospodářskou pomoc, v době První arabsko-izraelské války pro mladý stát životně důležitou. Po změně izraelské politiky Sovětského svazu však Československo začalo naopak podporovat a vyzbrojovat Egypt, a Izrael se tak stal až do Sametové revoluce v roce 1989 nepřátelskou zemí. Diplomatické vztahy mezi Izraelem a Československem byly obnoveny až 9. února 1990.
Mezi Českou republikou a Izraelem existuje řada bilaterálních smluv, z nichž některé spadají do dob ČSFR (Dohoda o letecké dopravě, 1991). Po vstupu České republiky do Evropské unie byly zrušeny ty smlouvy, které byly v rozporu s unijním právem. Mezi důležité mezistátní dohody patří Smlouva o zamezení dvojího zdanění a zabránění daňového úniku v oboru daní z příjmu (1993), Dohoda o spolupráci v zemědělství (1996), Smlouva o bezvízovém styku (1996), Dohoda o vzájemné pomoci v celních otázkách (1997) a Dohoda o vzájemné podpoře a ochraně investic (1997). Během roku 2008 by měla být připravena Dohoda o výzkumu a vývoji. Bezvízový styk se mezi Českou republikou a Izraelem vztahuje výhradně na turistiku. Mezi zeměmi není uzavřena dohoda o poskytování bezplatné zdravotní péče.

### Obrana a bezpečnost

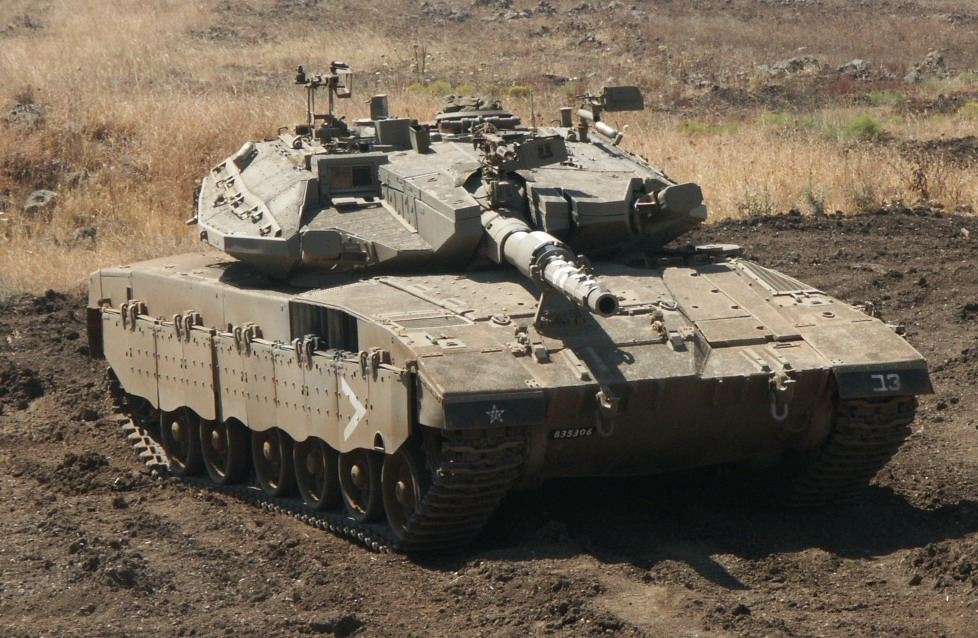
Izraelský tank Merkava Mk 3

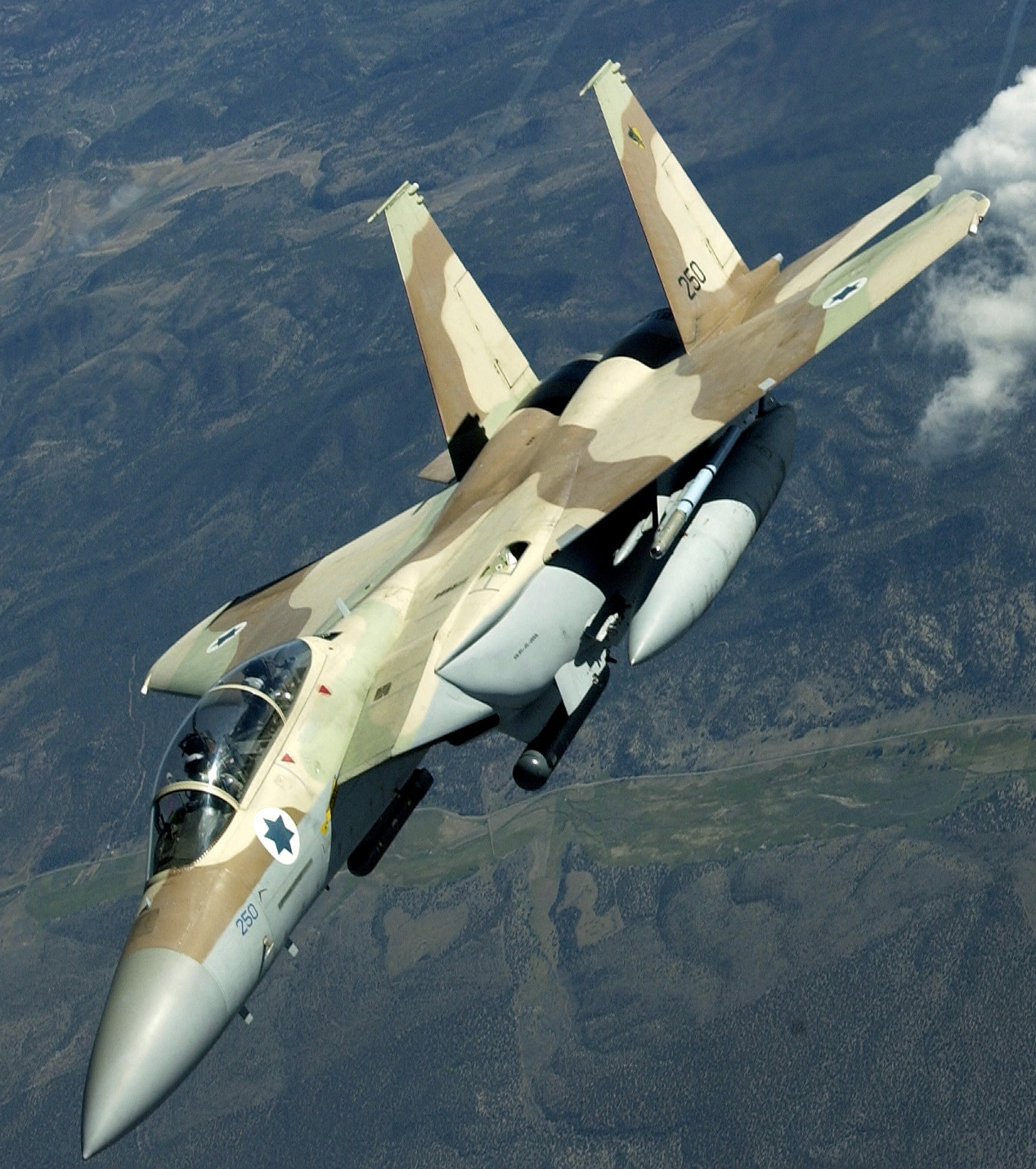
IAF F-15I „Ra'am“

Izraelské obranné síly se skládají z pozemních sil, letectva a námořnictva. Vznikly v roce 1948 během Války za nezávislost transformací Hagany a několika dalších polovojenských organizací, jejichž existence předcházela založení státu. Armáda při svých operací vychází z informací vojenské zpravodajské služby Aman, která spolupracuje se zpravodajskou službou Mosad a bezpečnostní službou Šin Bet. Izraelské obranné síly se již mnohokrát účastnily ozbrojených konfliktů, což z nich činí jednu z nejzkušenějších a nejlépe připravených armád světa.
Většina Izraelců je v 18 letech povolána k povinné vojenské službě. Muži slouží tři roky, ženy dva a vojenskou službu je třeba vykonat ještě před nástupem na vysokou školu. Poté muži prodělávají každoroční několikatýdenní vojenské cvičení až do svých zhruba čtyřiceti let; toto se netýká většiny žen. Osvobozeni od povinné vojenské služby jsou izraelští Arabové a charedim, osvobození studentů ješiv od povinné vojenské služby však naráží v izraelské společnosti na protesty. Alternativou pro osoby, které získají osvobození z různých důvodů, je Šerut Le'umi neboli národní služba, jež zahrnuje službu v nemocnicích, školách a jiných sociálně prospěšných programech. Izraelská armáda má k roku 2008 celkem 621 500 vojáků, z toho 176 500 aktivních vojáků a 445 000 rezervistů. K roku 2008 má pozemní armáda 133 000 vojáků, námořnictvo 9500 a letectvo 34 000 vojáků.

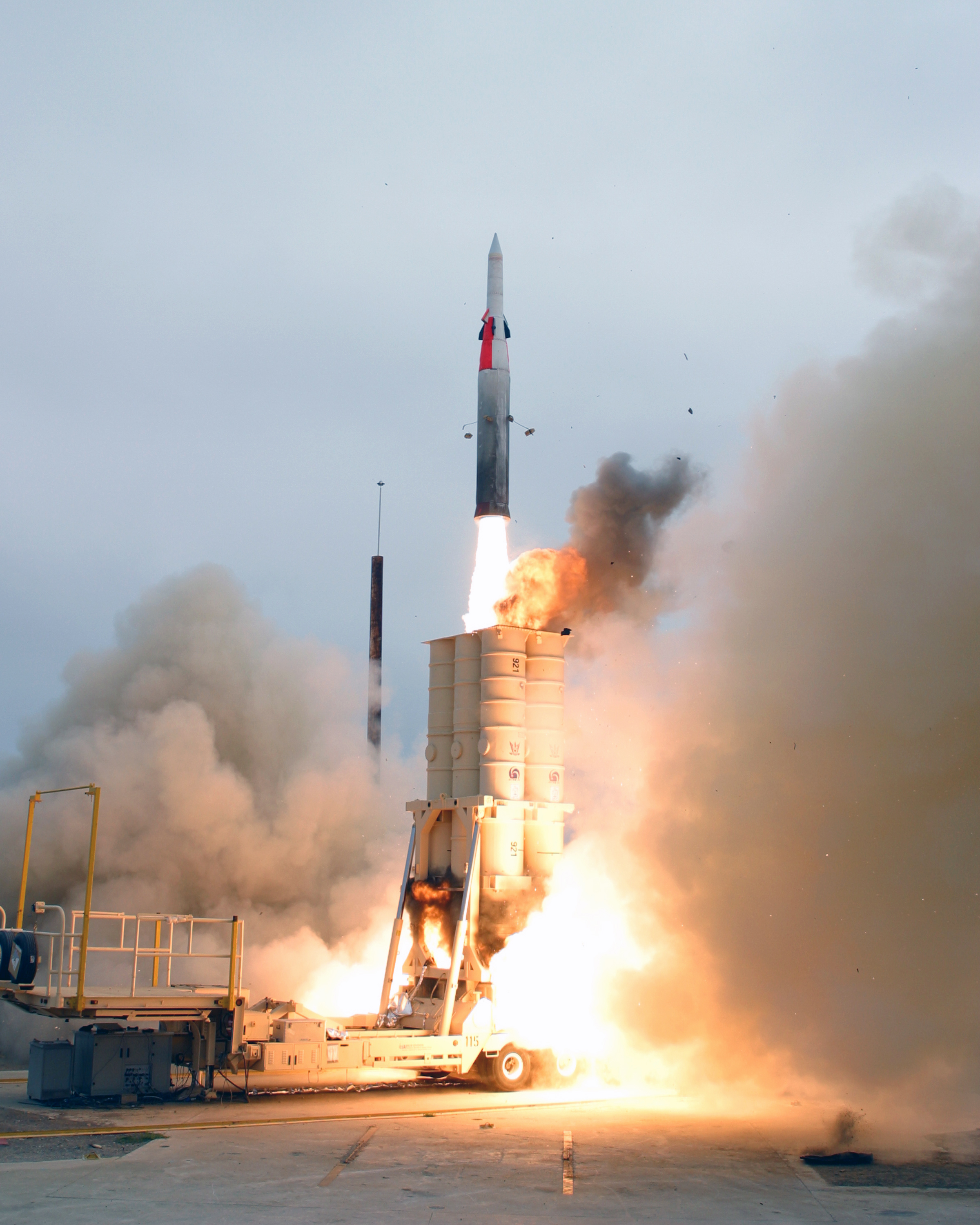
Test systému Arrow

Armáda je vybavena vyspělými zbraňovými systémy buď navrženými a vyrobenými v Izraeli, nebo některými zahraničními produkty. Významným zahraničním dodavatelem jsou zejména Spojené státy americké. Předpokládá se, že v letech 2008–2017 poskytnou Izraeli vojenskou pomoc ve výši 30 miliard dolarů. Ve spolupráci Izraele a USA byl vyvinut systém protiraketové obrany Arrow. Izrael rovněž od jomkipurské války v roce 1973 vyvinul vlastní síť špionážních satelitů. Úspěch programu špionážních satelitů Ofek zařadil Izrael mezi sedm zemí světa, které mají satelitní kapacity a technologie. Izrael také vyvinul svůj vlastní bitevní tank Merkava, který nebyl nikdy prodán do zahraničí. Od svého založení vynakládá Izrael na svou obranu významný podíl hrubého domácího produktu (HDP). V roce 1984 to například činilo 24 % HDP, zatímco k roku 2012 činily výdaje na obranu 5,69 % HDP.
Izrael není signatářem Smlouvy o nešíření jaderných zbraní a je pravděpodobné, že vlastní jaderné zbraně. Jejich vlastnictví ale nikdy oficiálně nepotvrdil ani nevyvrátil. Izrael údajně ve spolupráci s Jihoafrickou republikou provedl v roce 1979 úspěšný jaderný test na námořní plošině v severní části Antarktidy. Odhady množství izraelských jaderných hlavic se liší, většinou se pohybují mezi osmdesáti a dvěma sty, některé odhady však mluví až o čtyřech stech hlavicích. O 400 hlavicích hovoří i World Tribune, který se odvolává na zdroje z letectva USA.

## Ekonomika

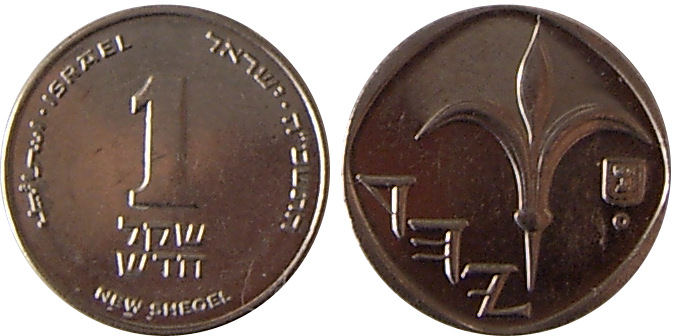
1 šekel (NIS)

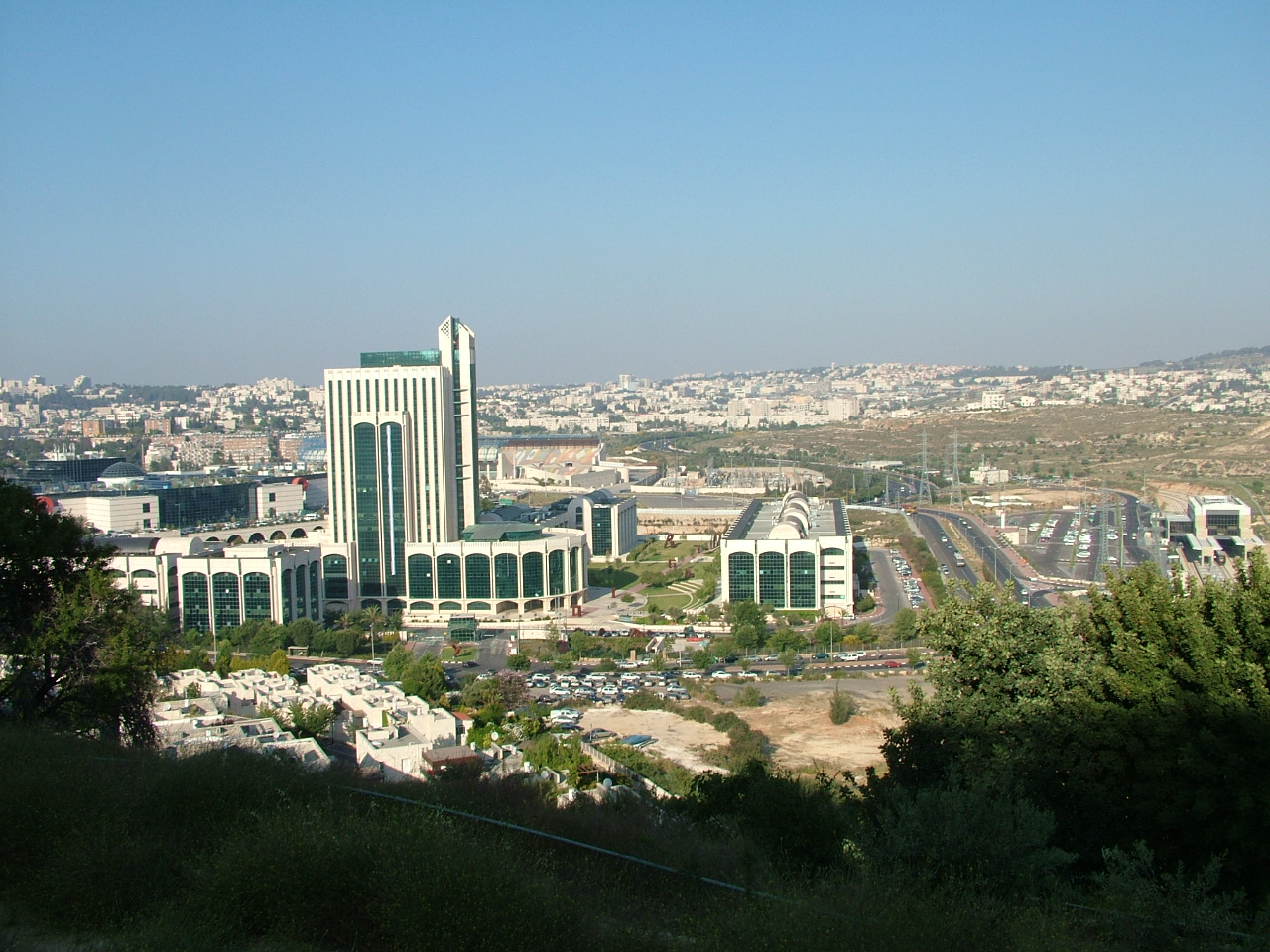
Jeruzalémský technologický park

Izrael patří k nejvíce ekonomicky a průmyslově rozvinutým zemím jihozápadní Asie. Roku 2012 měl 49. nejvyšší hrubý domácí produkt (HDP), 260,9 miliard dolarů, a 37. nejvyšší HDP na obyvatele v paritě kupní síly, 33 878 dolarů. Na indexu snadnosti podnikání se v roce 2013 umístil na 35. místě ve světě. V roce 2007 byl přizván do Organizace pro hospodářskou spolupráci a rozvoj (OECD), která podporuje spolupráci mezi státy, jež dodržují demokratické principy a mají ekonomiku svobodného trhu. Přes omezené přírodní zdroje se stal Izrael v uplynulých 20 letech z velké části soběstačným, a to především díky intenzivnímu rozvoji zemědělství a průmyslu v oblasti produkce potravin; z klíčových potravinářských surovin musí dovážet pouze obilí a hovězí maso. Izrael rovněž výrazně investuje do vědy a výzkumu; tyto investice v roce 2010 činily 4,34 % HDP, zatímco průměr zemí OECD činil 2,38 % HDP a Česká republika vynakládá 1,55 % HDP. Mezi nosné obory se řadí informatika a komunikační technika, medicínské obory, biotechnologie a nanotechnologie. Míra nezaměstnanosti byla ve čtvrtém čtvrtletí roku 2010 celkem 6,6 %.
Izrael má dlouhodobě negativní obchodní bilanci (objem importu je větší než exportu). V roce 2012 činil objem importu 73,1 miliard dolarů oproti 63,1 miliardám exportu. Dováží se především obilí, hovězí maso, fosilní paliva, suroviny a vojenské vybavení. Z fosilních paliv Izrael importuje uhlí, zemní plyn a zejména ropu, kterou zpracovává na zemědělská hnojiva, paliva a farmaceutika. Mezi hlavní exportní komodity patří ovoce, zelenina, farmaceutika, software, chemikálie, vojenské technologie a diamanty. Mezi hlavní obchodní partnery Izraele patří Spojené státy americké, Spojené království, státy Beneluxu, Švýcarsko, Německo, Francie, Itálie a Nizozemsko. Ekonomická spolupráce mezi Izraelem a Českem má trvale rostoucí tendenci. V rámci vzájemného obchodu činil k roku 2013 objem importu z České republiky dohromady 630,8 milionů dolarů oproti 220,5 milionům dolarů exportu. Do Izraele se dováží zejména automobily, dále též farmaceutika, měřící přístroje, aj. Dováží se naopak léčiva, chemické sloučeniny, optické a lékařské přístroje, Významné je působení izraelských společností na českém trhu; za největší zahraniční investicí roku 2008 v České republice v celkové výši 100 milionů dolarů stojí izraelská firma Teva Pharmaceutical Industries, vyrábějící generická léčiva. Důležitá je rovněž koupě české firmy NESS Logos a. s., podnikající v oblasti informačních technologií, izraelskou Ness Technologies za 68 milionů dolarů.
Oficiální izraelskou měnou je nový izraelský šekel (NIS, šekel chadaš‎), který platí i na území Palestinské autonomie. V oběhu je od roku 1985, kdy nahradil izraelský šekel, jenž v roce 1980 nahradil izraelskou liru. Díky své síle se stal jednou ze 17 měn obchodovaných na světových trzích.

### Průmysl

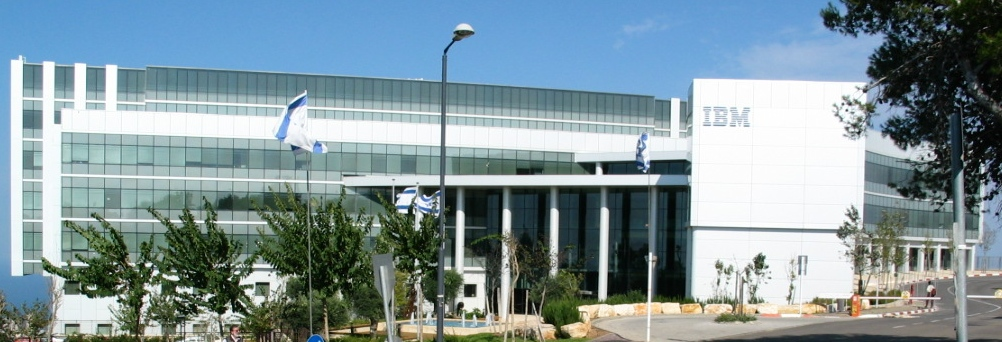
Laboratoře IBM v Haifě

Izraelský průmysl zaměstnává 16 % pracujících a na HDP se podílí 30 %. Mezi nejvýznamnější a nejrozvinutější odvětví průmyslu patří průmysl letecký, komunikační, softwarový, elektronický, zbrojní, potravinářský, textilní, tabákový a chemický, dále zpracování diamantů, výroba dopravních prostředků, elektronika, papírenský a polygrafický průmysl, rafinace ropy a hutnictví železa. V roce 2007 průmyslová výroba jednotlivých oborů vzrostla o 5 % až 10 %.
Izrael patří k světové špičce v oboru ochrany vody a využití geotermální energie. Jeho úspěchy ve špičkových technologiích v oblasti softwaru, komunikací a přírodních věd jsou srovnatelné se Silicon Valley v USA. Svá první zámořská výzkumná a vývojová centra vybudovaly v Izraeli společnosti Intel a Microsoft, IBM, Cisco Systems a Motorola. V oblasti hi-tech (elektronika, avionika, farmacie, atp.) došlo v roce 2007 až ke 20% růstu.
Nerostné bohatství Izraele je omezené. Těží se draselná, hořečnatá a bromová sůl (z Mrtvého moře), fosfáty a stavební suroviny (sádra a stavební kámen). V malé míře se těží měděná a železná ruda, ropa a zemní plyn. Probíhá také geologický průzkum ložisek zemního plynu ve středomořském šelfu poblíž Aškelonu.

### Zemědělství

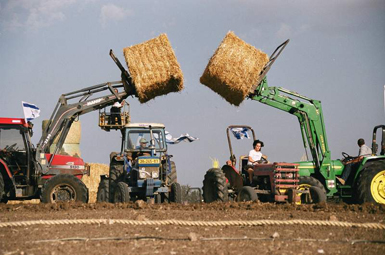
Mošav Nahalal

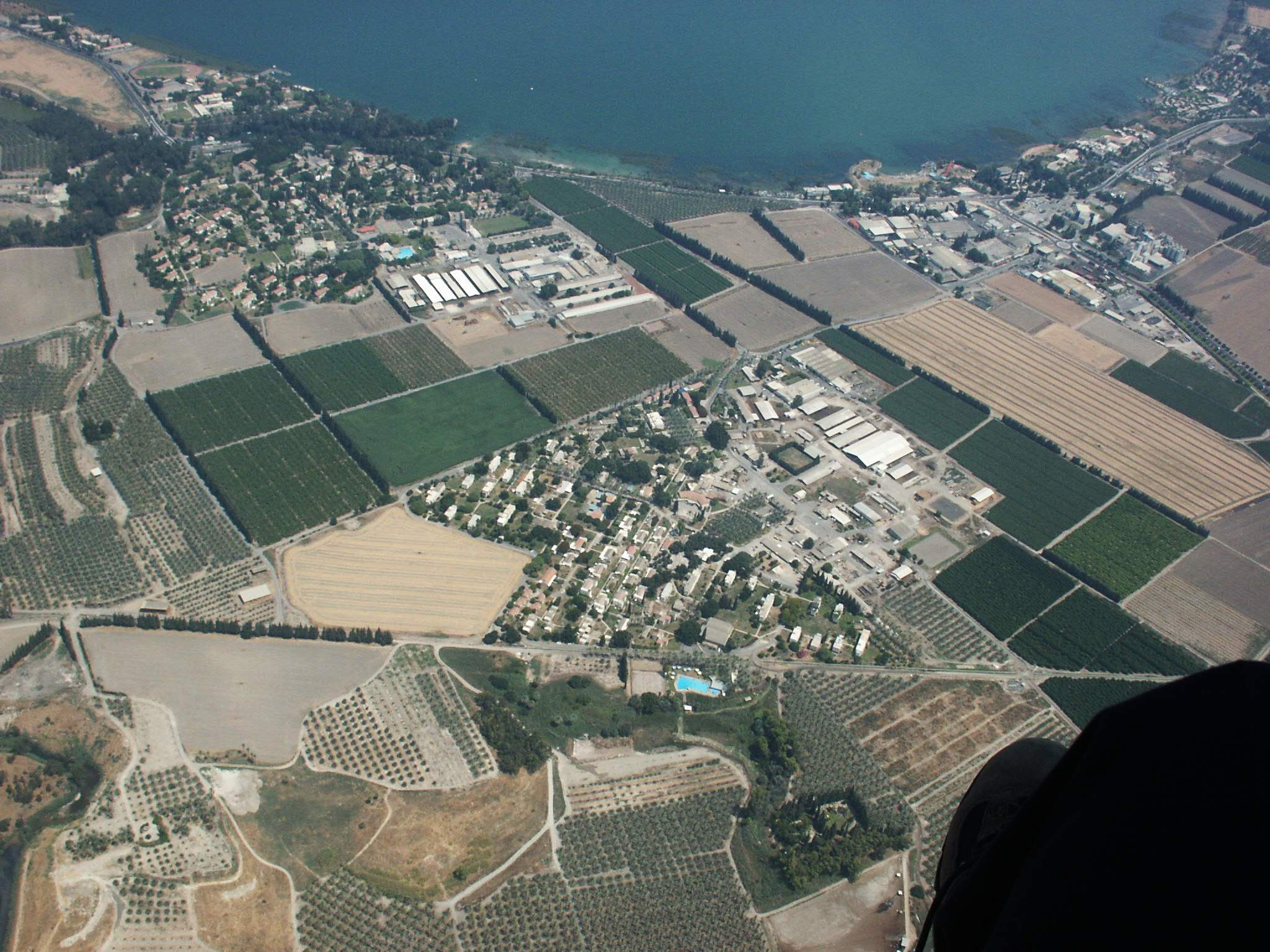
Kibuc Deganja Alef a Deganja Bet

Izrael má vysoce rozvinuté zemědělství. To k roku 2012 zaměstnává 1,6 % pracujících a na HDP se podílí 2,4 %. V roce 2007 došlo k přibližně 10% růstu rostlinné produkce. Zemědělská půda se získává finančně nákladným zúrodňováním pouště – zavodňováním, odsolováním a vhodnou druhovou skladbou rostlin. Orná půda zabírá 15,45 %, pastviny 7 % a lesy 5,3 % rozlohy státu. Přibližně 54 % celkové výměry zemědělské půdy je zavlažováno a zemědělci se tak podílí zhruba 60 % na celkové izraelské spotřebě sladké vody. Většina zemědělské půdy patří kibucům, což jsou osady pracující na základě kolektivního vlastnictví výrobních prostředků (s výjimkou půdy). Dalším typem zemědělských osad v Izraeli jsou mošavy, družstva samostatných sedláků, kteří se sdružují pouze za účelem prodeje úrody nebo nákupu surovin. Množství původně zemědělských podniků také zřídilo přidruženou průmyslovou výrobu.
Mezi pěstované plodiny patří obilí, citrusové plody, olivy, brambory, bavlna, cukrová řepa, tabák, vinná réva a rajčata. Důležitý je také chov dobytka, většinou skotu, velbloudů, koz, ovcí a drůbeže. Rybolov se provozuje ve Středozemním moři, zajímavostí je chov teplomilných ryb v poušti, kde se k jejich chovu používá poloslaná voda čerpaná z termálních vrtů.
Značným problémem je nedostatek vodních zdrojů. Jediným větším zdrojem je Galilejské jezero a řeka Jordán. Pro zavlažování technických plodin se používá tzv. recyklovaná voda (v roce 2006 to bylo 550 miliónů m³). Voda se získává i pomocí odsolování (400 miliónů m³ v roce 2007). Proti nepříznivým přírodním podmínkám se Izrael snaží využívat moderní technologie a inovace. Používají se například biotechnologie, tkáňové kultury či kapková závlaha.
Na základě základního zákona je vlastníkem půdy stát (zhruba 93 %) a její prodej je možný pouze výjimečně, obvykle stát půdu pronajímá zpravidla na 49 let.

### Cestovní ruch

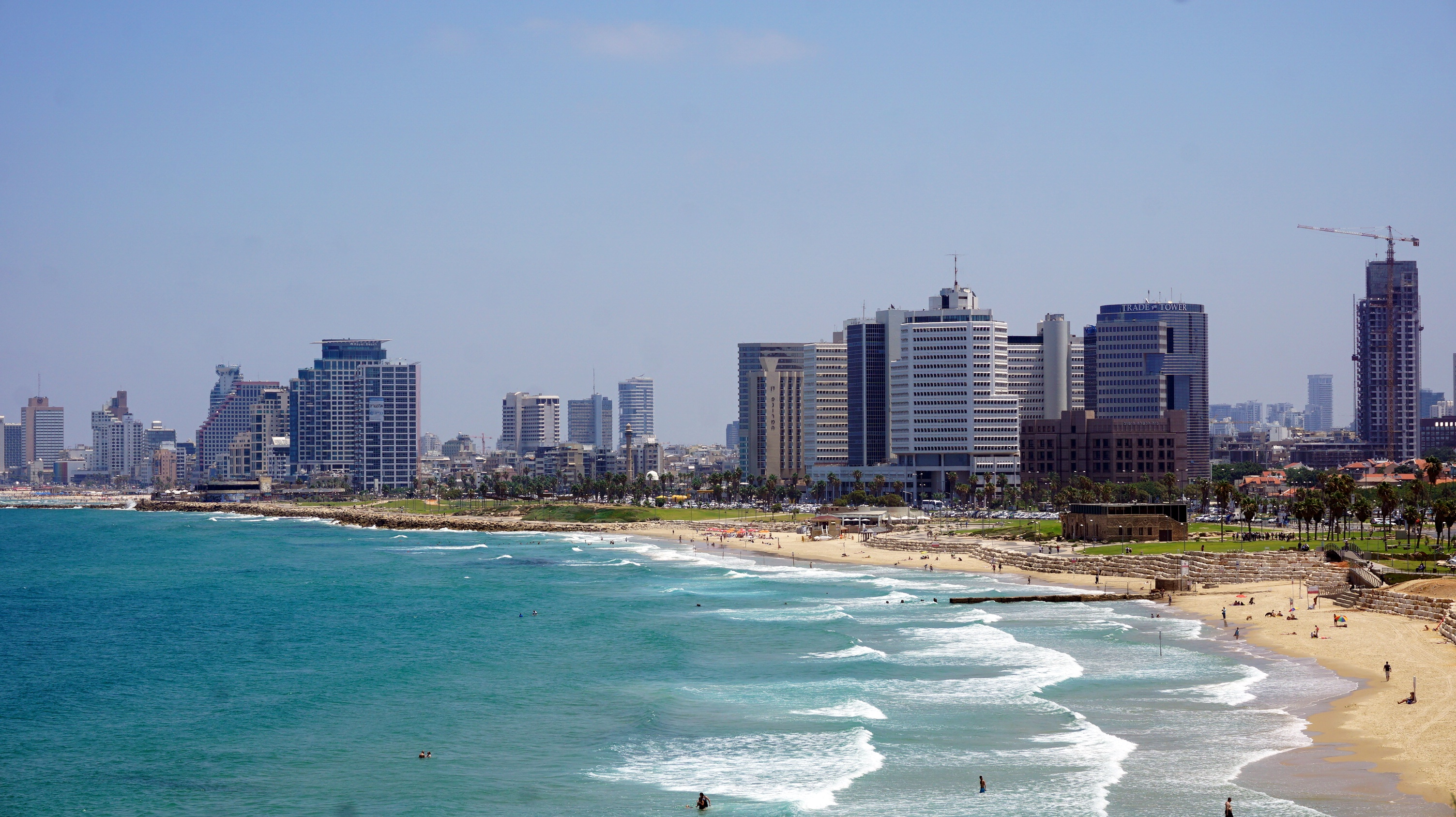
Nábřeží a pláže v Tel Avivu

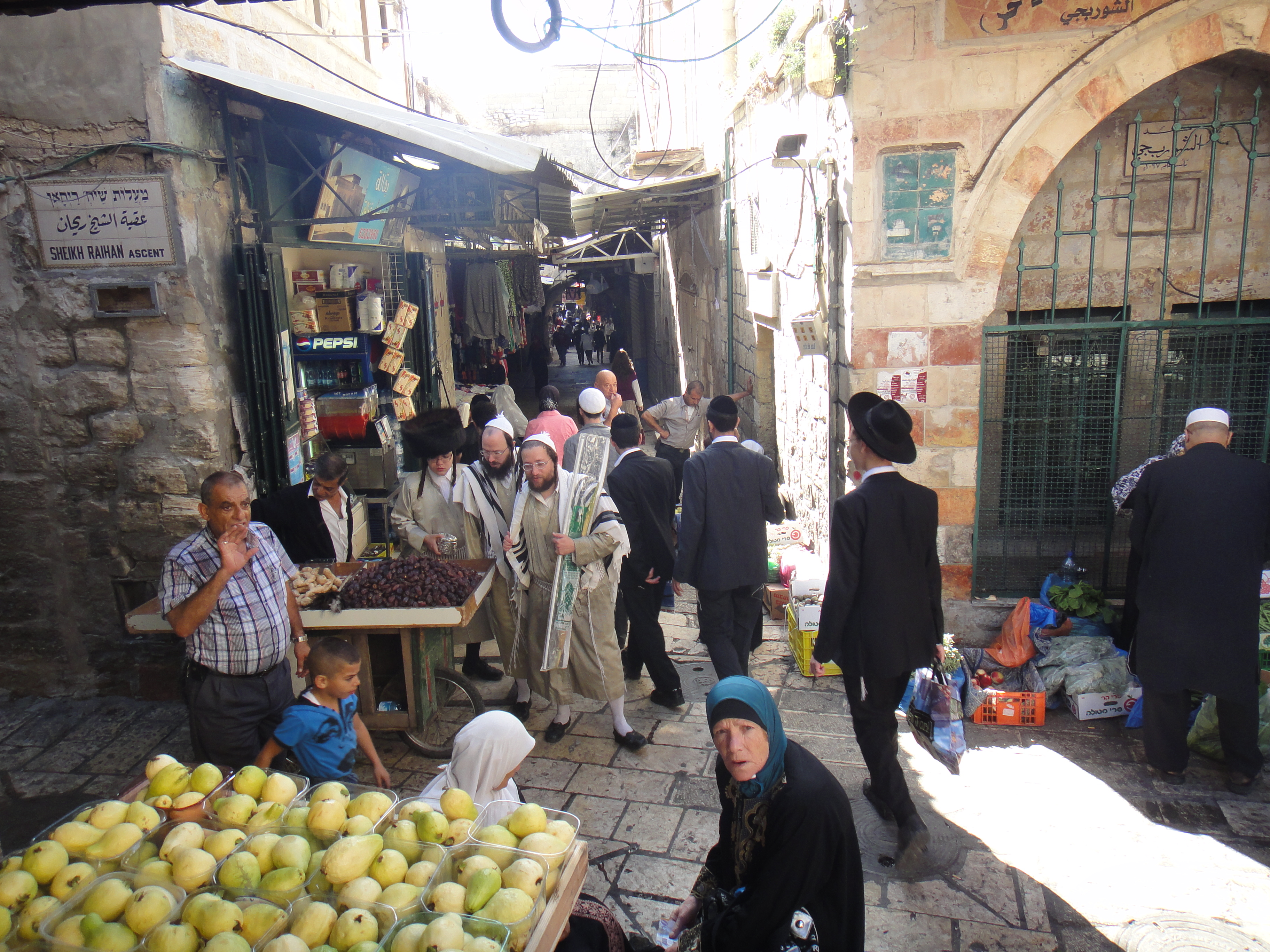
Staré Město v Jeruzalémě

Dalším odvětvím ekonomiky je cestovní ruch, zejména náboženské poutnictví. Izrael přitahuje turisty svým podnebím, plážemi, archeologickými a historickými pamětihodnostmi i jedinečnou geografií. Na cestovní ruch měly značný dopad bezpečnostní problémy, ale roku 2008 se již situace vrací zpět k normálu.
Mezi turisty nejčastěji navštěvovaná místa patří:
- Jeruzalém, hlavní město moderního Státu Izrael. Nejposvátnější místo judaismu a křesťanství, kde stál Jeruzalémský chrám a v současnosti jeho pozůstatek tzv. Zeď nářků, město, kde Ježíš Kristus učil, byl ukřižován a pohřben. Třetí nejsvětější místo islámu, kde se nachází Skalní dóm a mešita al-Aksá.
- Safed, jedno ze svatých měst judaismu, v 15. a 16. století významné centrum studia kabaly.
- Masada, během první židovské války se Masada stala posledním místem odporu židovských povstalců proti Římanům.
- Hebron, druhé nejsvětější město judaismu. Podle Tóry je místem posledního odpočinku patriarchů a pramatek. Předtím, než se král David přesunul do Jeruzaléma, byl Hebron hlavním městem Izraelského království.
- Tel Aviv, největší metropolitní oblast, pobřežní město, kosmopolitní a finanční centrum.
- Betlém, místo posledního odpočinku Ráchel, rodiště krále Davida a Ježíše Krista.
- Mrtvé moře, nejníže položené odkryté místo na zemském povrchu, nejníže položené slané jezero a také jedno z nejslanějších jezer na světě.

## Obyvatelstvo

Procentuální změny mezi největšími skupinami mezi lety 1949–2016.

V dubnu 2013 měl Izrael 8 002 300 obyvatel. Toto číslo nezahrnuje pouze samotný Izrael (v hranicích z roku 1967), ale i občany Izraele v Judeji a Samaří, Golanských výšinách a Východním Jeruzalémě. Koncem roku 2012 žilo na Západním břehu Jordánu celkem 341 400 Izraelců, a to ve městech jako Ma'ale Adumim, Modi'in Ilit, Bejtar Ilit nebo Ariel a v osadách, jež zčásti vznikly před založením Izraele a byly obnoveny po šestidenní válce, jako jsou Hebron a Guš Ecion. Na Golanských výšinách žilo o rok dříve přes 20 tisíc Izraelců. V roce 2010 žilo 198 tisíc Izraelců ve Východním Jeruzalémě. Celkový počet izraelských osadníků je přes 500 tisíc (6,5 % izraelské populace). Přibližně 7800 Izraelců žilo v osadách v Pásmu Gazy, než byli evakuováni v souladu s plánem na jednostranné stažení. Přibližně 68 % izraelských Židů se narodilo v Izraeli (tito lidé se označují slovem sabra), 22 % jsou imigranti z Evropy a Ameriky a 10 % jsou imigranti z Asie a Afriky (včetně arabského světa). 70 % izraelské populace žije při pobřeží Středozemního moře.
Úřední jazyky jsou hebrejština a arabština (od roku 2018 už však nejsou právně na stejné úrovni, arabština má „jen“ zvláštní status). Hlavním jazykem je hebrejština a hovoří jí většina populace. Arabsky hovoří izraelští Arabové a Židé, kteří do Izraele imigrovali z arabských zemí. Většina Izraelců komunikuje i v angličtině. Kvůli množství imigrantů lze na ulici slyšet i mnoho dalších jazyků. Lidé z bývalého Sovětského svazu a Etiopie v Izraeli značně rozšířili ruštinu a amharštinu. V letech 1990–1994 vzrostl podíl přistěhovalců z bývalého SSSR na 12 % celkové izraelské populace. Během 90. let nastal významný příliv pracovních sil z Rumunska, Thajska a některých zemí Afriky a Jižní Ameriky, který se odhaduje na 200 tisíc osob. Od roku 2006 do Izraele dorazilo na 70 tisíc uprchlíků z Afriky, které Izrael považuje za ekonomické imigranty ohrožující židovský charakter země.

### Náboženství

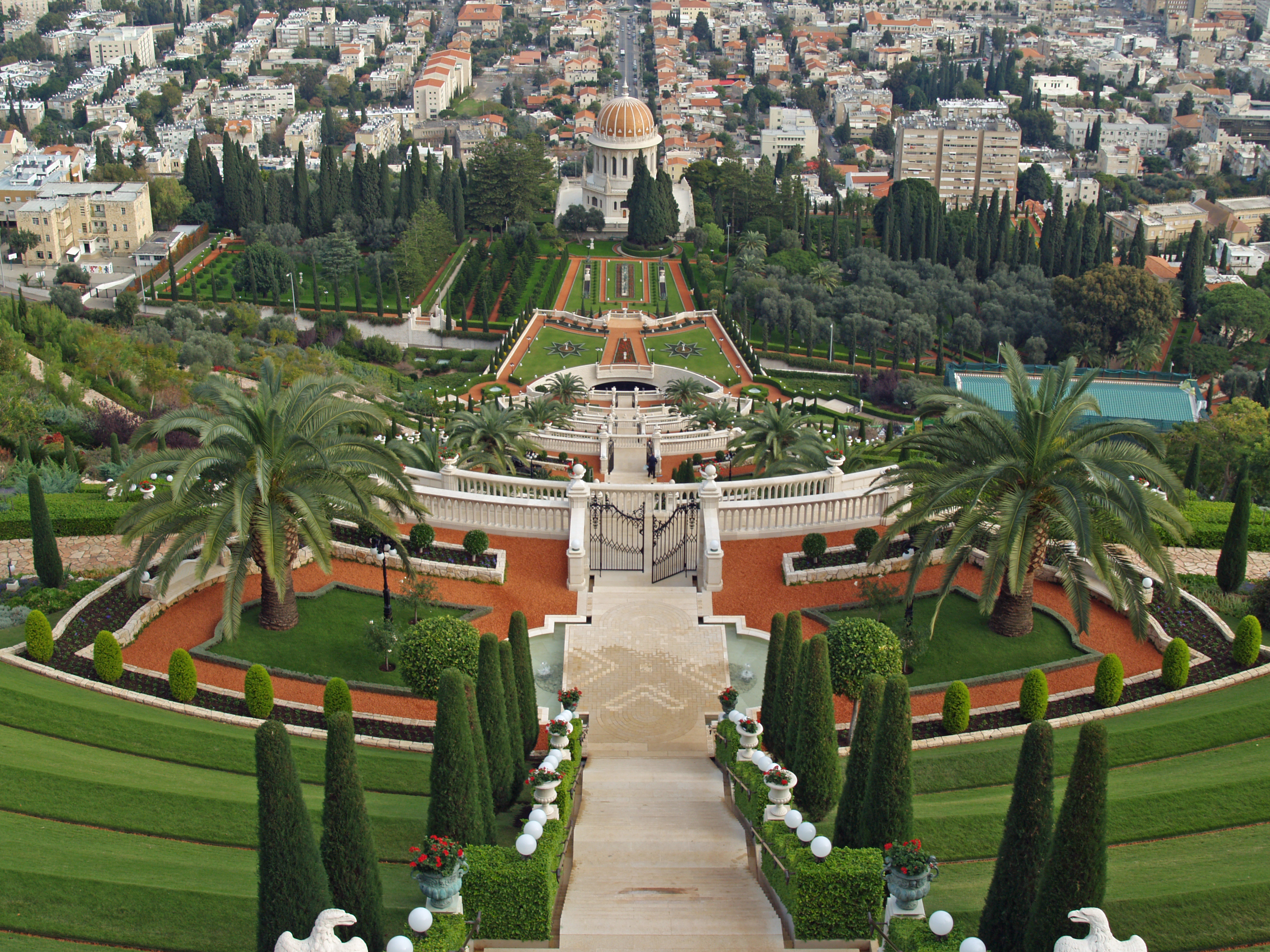
Světové centrum Bahá'í v Haifě

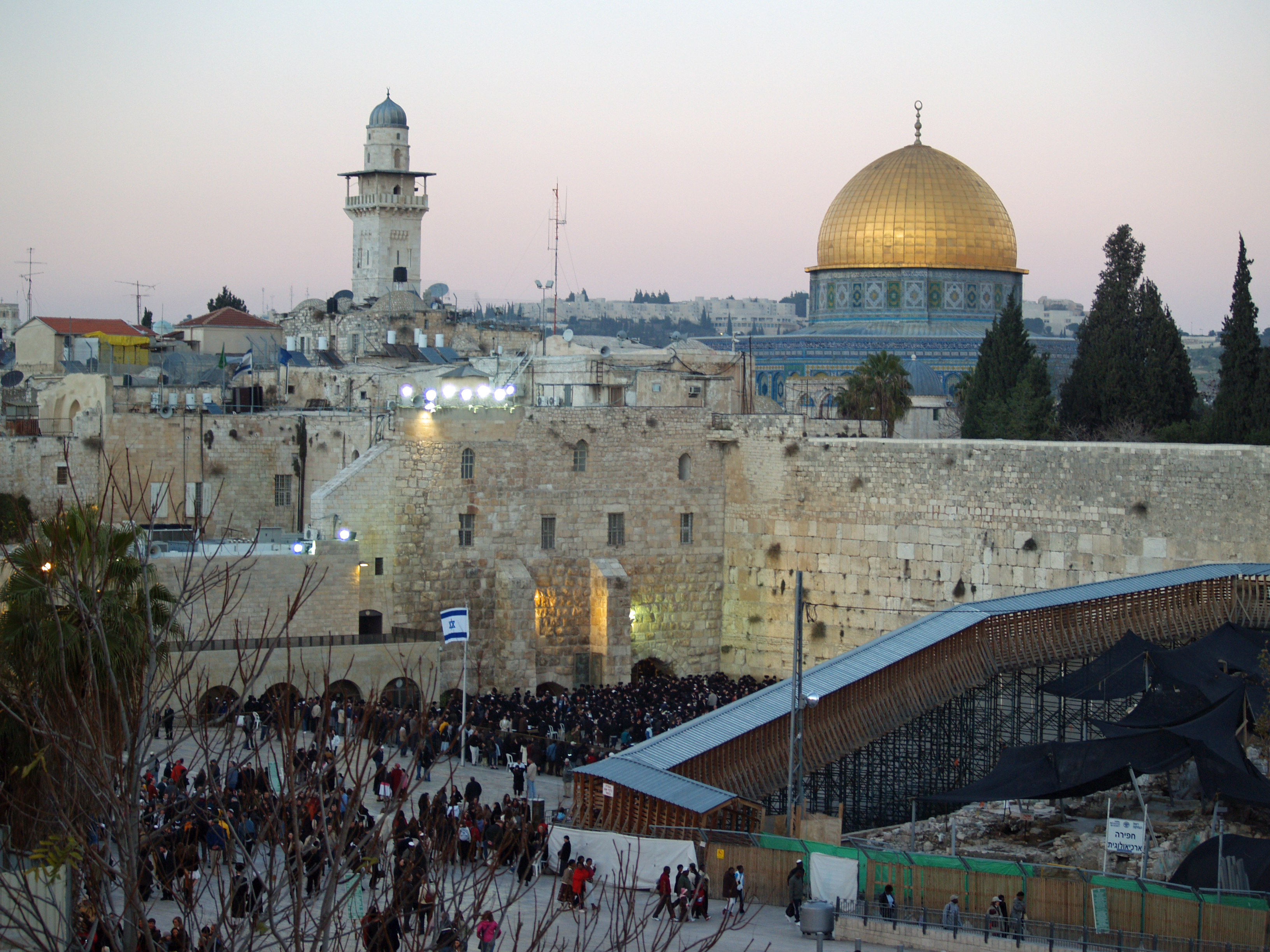
Zeď nářků a Skalní dóm, Jeruzalém

Izrael byl založen jako domovina pro židovský lid a je často označován jako Židovský stát. Zákon o návratu zaručuje všem Židům, kteří maji židovské předky, i konvertitům právo na získání izraelského občanství. Zhruba tři čtvrtiny populace (76,1 %) jsou Židé. Asi 40–50 % Židů se považuje za sekulární (hebrejsky חילוני, chiloni; לא דתי, lo dati – nevěřící či חופשי, chofši – volnomyšlenkáři), 30–40 % se považuje za tradicionalisty (hebr. מסורתי, masorti či דתי, dati – věřící) a 20 % se považuje za religiózní (mezi ně patří charedim a ortodoxní Židé). Muslimové představují s 16,2 % izraelské populace největší náboženskou menšinu. Izraelští Arabové, kteří představují 19 % populace, tomuto číslu významně přispívají, jelikož více než čtyři pětiny (82,6 %) jich jsou muslimové, dále je 8,8 % z nich křesťanů a 8,4 % Drúzů. Členů jiných náboženských skupin jako buddhistů a hinduistů je jen málo.
Jeruzalém má díky Zdi nářků, Chrámové hoře, mešitě Al-Aksá a bazilice Svatého hrobu zvláštní místo v srdcích Židů, muslimů a křesťanů. Další důležitá náboženská místa se nacházejí v Judejských horách, mezi ně patří například místo narození Ježíše a Ráchelin hrob v Betlémě či Jeskyně patriarchů v Hebronu. Ústředním místem víry Bahá'í je Haifa a její zakladatel Bahá'u'lláh je pohřben v Akko.

### Vzdělávání

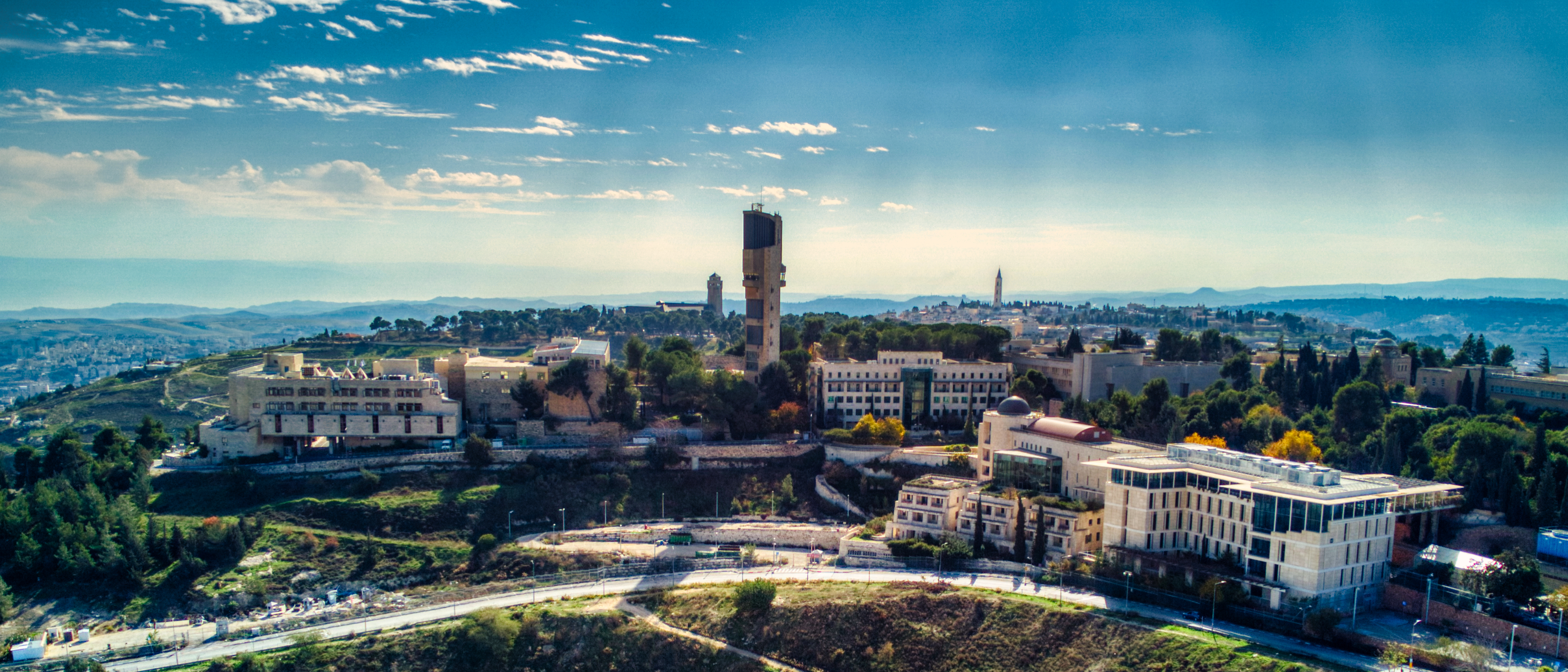
Kampus Skopus Hebrejské univerzity v Jeruzalémě

Izrael má nejvyšší průměrnou délku vzdělání v jihozápadní Asii a společně s Japonskem se umísťuje na druhém místě mezi státy s nejdelší průměrnou dobou vzdělání v Asii (po Jižní Koreji, data z roku 2004). Podle Organizace spojených národů má Izrael největší míru gramotnosti v celé jihozápadní Asii. Zákon o vzdělání z roku 1953 rozděluje školy v Izraeli do pěti skupin: státní sekulární, státní náboženské, ultraortodoxní, osadnické a arabské. Největší skupinou jsou veřejné sekulární školy, které navštěvuje většina židovských a nearabských dětí. Arabové obvykle posílají své děti do škol, kde je vyučujícím jazykem arabština.
Povinná školní docházka v Izraeli trvá od 3 do 18 let. Školy jsou rozděleny do tří stupňů – základní škola prvního stupně (1.–6. třída), základní škola druhého stupně (7.–9. třída) a střední škola (10.–12. třída), která je zakončena maturitní zkouškou bagrut. Ta se skládá z předmětů: matematika, bible, hebrejština, hebrejská a světová literatura, angličtina, dějepis a základy společenských věd. V arabských, křesťanských a drúzských školách jsou zkoušky ze studia bible nahrazeny zkouškami z dědictví islámu, křesťanství a Drúzů.
Všech devět izraelských univerzit je subvencovaných státem. Nejstarší izraelskou univerzitou je Hebrejská univerzita v Jeruzalémě, která je zároveň domovem Národní a univerzitní knihovny, disponující největší sbírkou knih s židovskou tematikou na světě. V roce 2014 se umístila na 70. místě v Šanghajském žebříčku pěti set nejprestižnějších univerzit světa. Mezi další izraelské univerzity patří Technion – Izraelský technologický institut, Weizmannův institut věd, Telavivská univerzita, Bar-Ilanova univerzita, Haifská univerzita, Ben Gurionova univerzita v Negevu, Open University of Israel a Arielská univerzita. Izrael se řadí na třetí místo na světě v podílu vysokoškolsky vzdělaných obyvatel (20 % populace).

### Věda

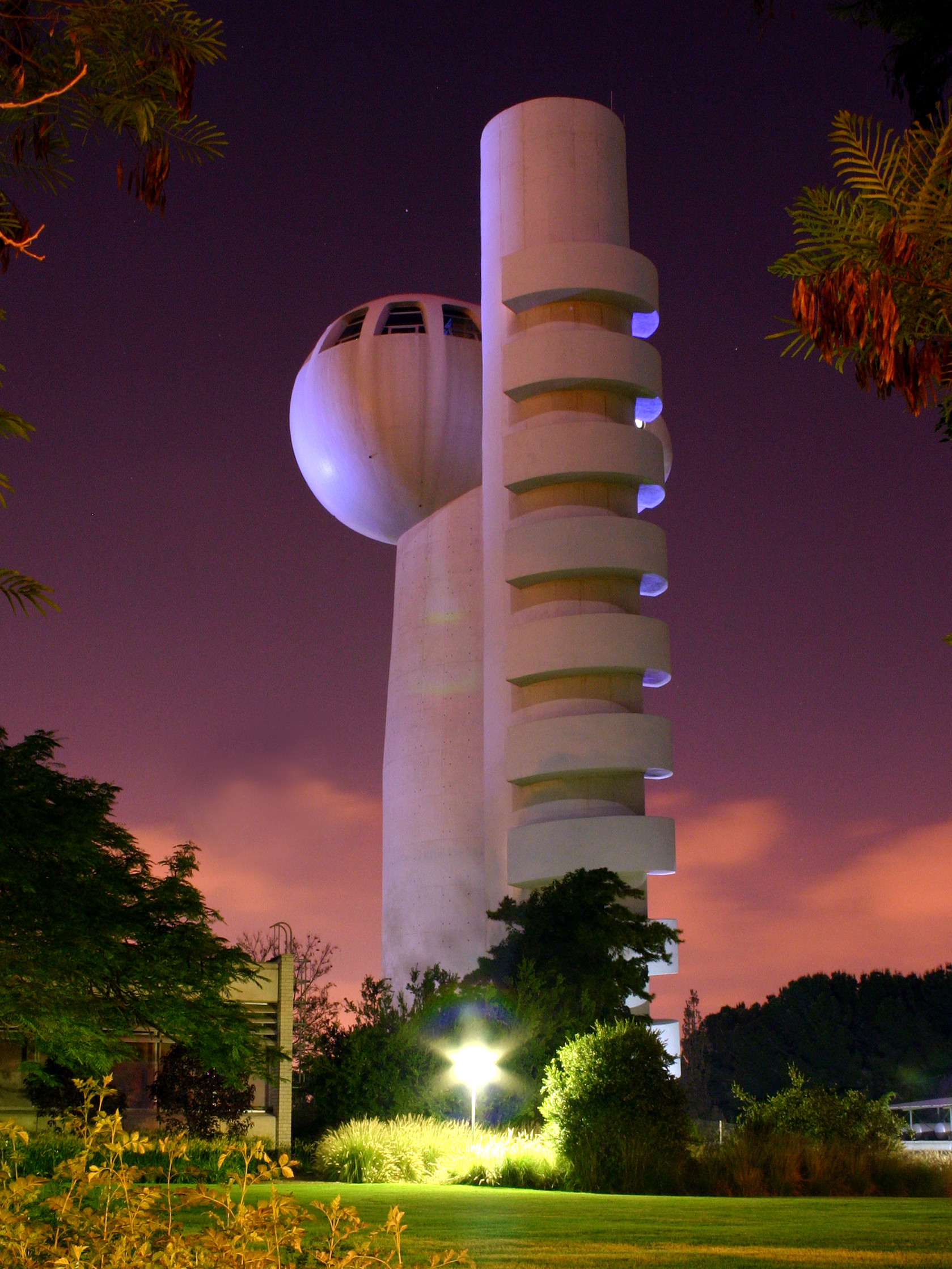
Urychlovač částic ve Weizmannově institutu věd ve městě Rechovot

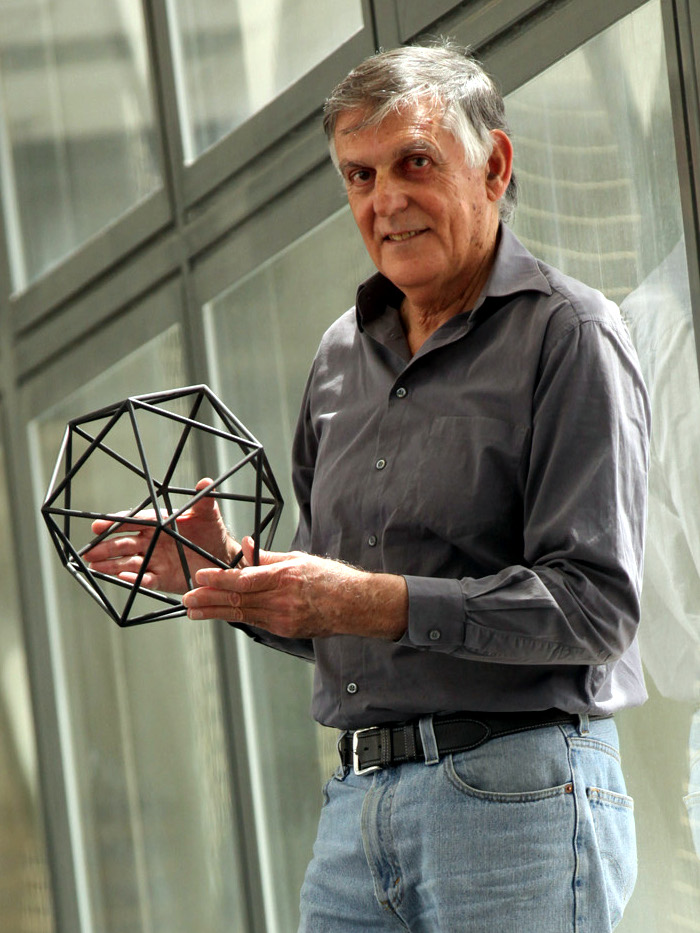
Daniel Šechtman, nositel Nobelovy ceny

Židovská kultura má mimořádnou tradici vzdělanosti a vědy. Uvádí se, že přestože Židé tvoří jen 0,2 % světové populace, tvoří dvacetiprocentní podíl mezi laureáty Nobelových cen, ve vědeckých kategoriích, a zvláště fyzice, je to ještě více. Vzhledem k této tradici byl nový stát Izrael předurčen k tomu, aby vsadil na vědecký a technologický rozvoj. I velký příliv imigrantů ze zemí bývalého Sovětského svazu v 90. letech 20. století, z nichž 40 % mělo univerzitní vzdělání, pomohl podpořit izraelský hi-tech sektor. První Nobelova cena za vědu zamířila do Izraele v roce 2002, do rukou ekonoma Daniela Kahnemana. O dva roky později získali Nobelovu cenu za chemii hned dva Izraelci, Avram Herško a Aaron Ciechanover, za výzkum rozpadu bílkovin. Robert Aumann v roce 2005 obdržel Nobelovu cenu za ekonomii za svou práci o konfliktu a kooperaci v analýze teorie her. Ada Jonathová v roce 2009 získala Nobelovu cenu za chemii za objasnění struktury a funkce ribozomu, čímž se stala historicky první izraelskou ženskou laureátkou Nobelovy ceny a teprve čtvrtou ženou, která získala Nobelovu cenu za chemii. Izraelec Daniel Šechtman získal roku 2011 Nobelovu cenu za chemii za objev kvazikrystalů. Výjimečným byl pro izraelskou vědu rok 2013, kdy si do Stockholmu pro nejprestižnější vědecké ocenění jeli hned dva izraelští občané: cenu za chemii získal Arieh Warshel, za fyziologii Michael Levitt. Nejprestižnější ocenění v oblasti počítačových věd, Turingovu cenu, získali Izraelci Shafi Goldwasserová, Michael O. Rabin, Amir Pnueli a Judea Pearl. Fieldsovu medaili získal matematik Elon Lindenstrauss, který se zabývá především erdogickou teorií, dynamickými systémy a jejich aplikacemi v teorii čísel. Ke známým izraelským vědcům patří též informatik a spoluvynálezce šifrovacího algoritmu RSA Adi Šamir, fyzik Ja'akov Bekenstein zkoumající termodynamiku černých děr, fyzik Nathan Rosen, který proslul teorií o červích dírách a spoluzakládal mnoho izraelských vědeckých institucí, v Izraeli se narodil i průkopník na poli kvantového počítání David Deutsch, psycholog Amos Tversky, lingvista Ghil'ad Zuckermann, historik Juval Noach Harari, který se proslavil bestsellerem o historii lidstva: Sapiens: od zvířete k božskému jedinci, či filozof Geršom Scholem, jenž proslul pracemi o židovském mysticismu.

### Literatura

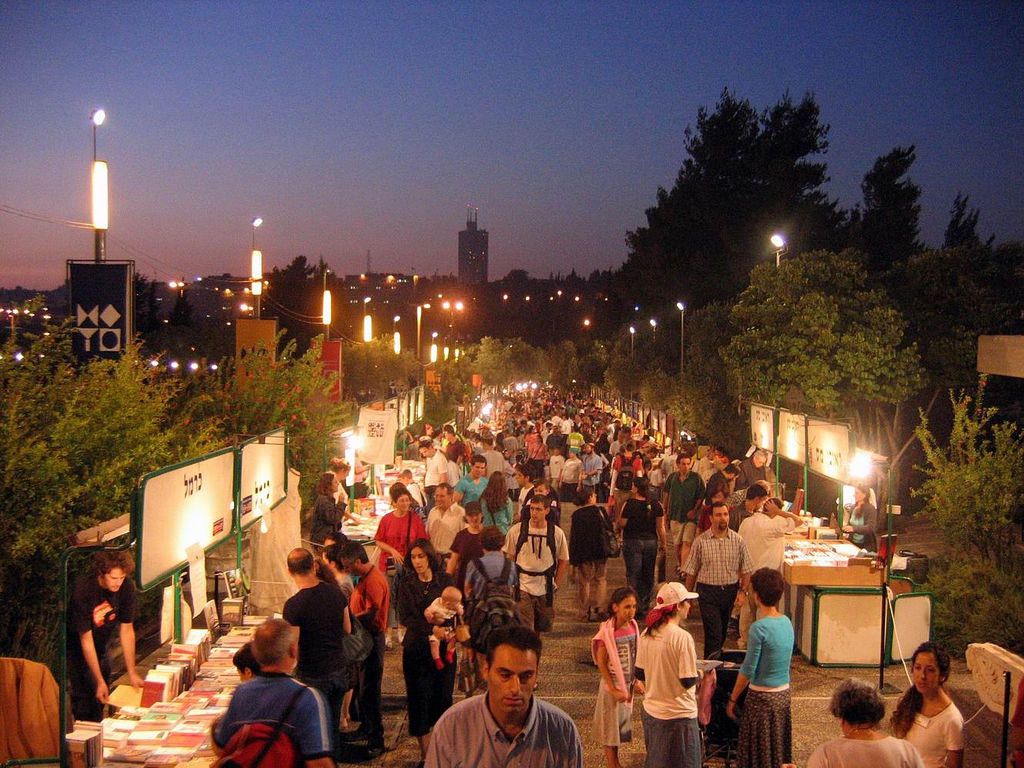
Týden hebrejské knihy 2005 v Jeruzalémě

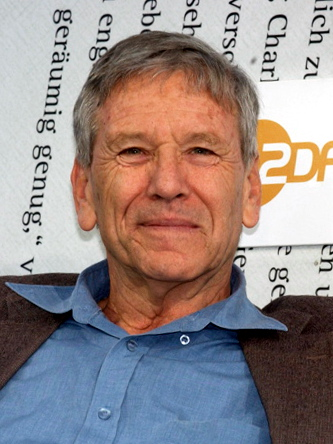
Amos Oz

## Kultura
Izrael má díky rozmanitosti své populace nesmírně bohatou kulturu. Všichni příchozí si s sebou do Izraele přinesli své kulturní a náboženské zvyklosti a obdobně jako Spojené státy americké se i Izrael stal jakýmsi tavicím kotlíkem zvyků a věrouk. Izrael je jedinou zemí na světě, v níž se život a události odvíjejí podle židovského kalendáře. Práce a prázdniny ve školách se řídí podle židovských svátků a šabat je oficiálním dnem odpočinku. Na izraelskou kulturu měla vliv i početná arabská menšina, a to zejména v oblastech architektury, hudby nebo kulinářství.

### Hudba

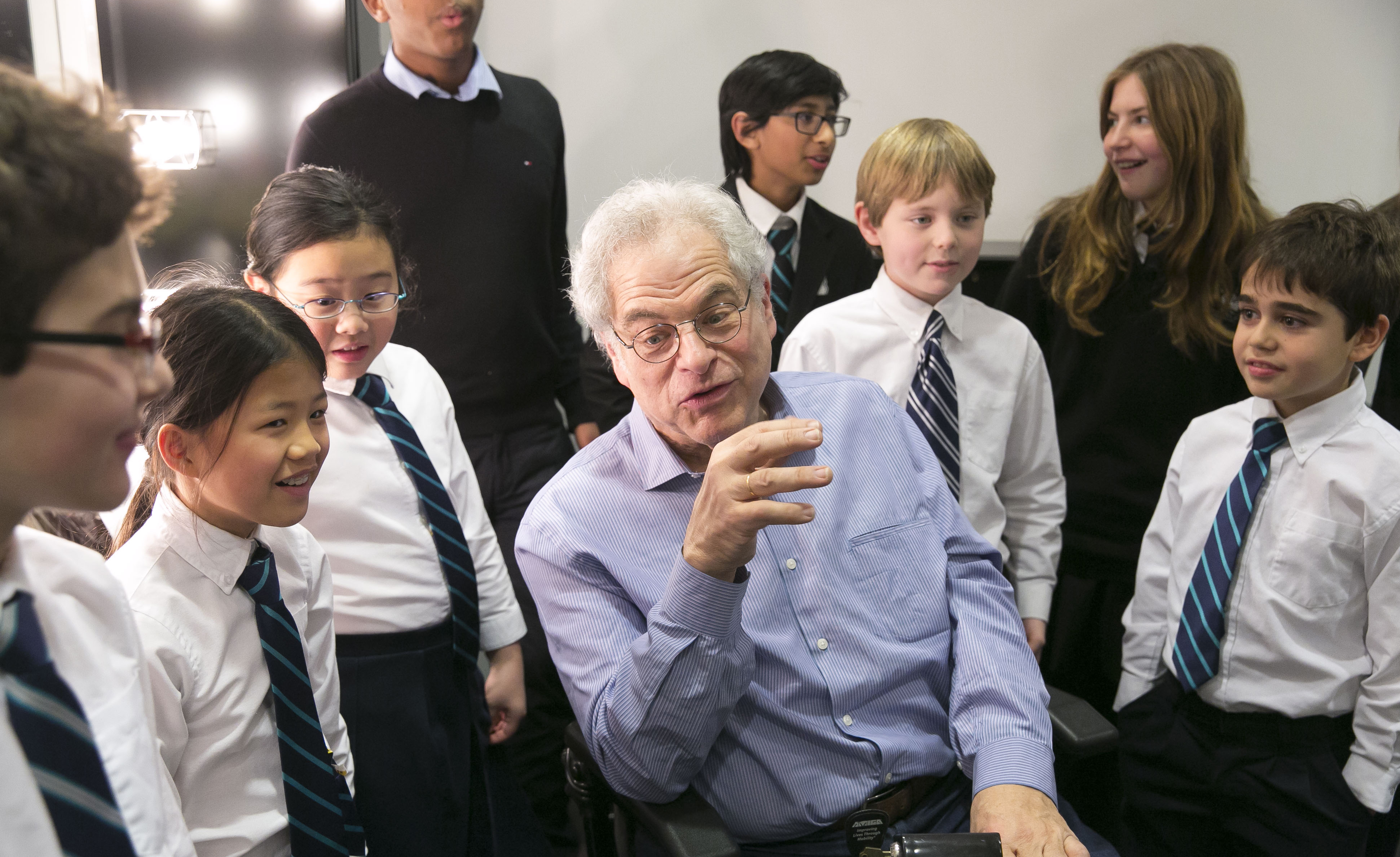
Jicchak Perlman

Izraelská hudba může čerpat z hlubokých tradic židovské hudby z celého světa (Gustav Mahler, Felix Mendelssohn-Bartholdy, Jacques Offenbach, George Gershwin, Arnold Schoenberg, Philip Glass, Leonard Bernstein, Irving Berlin, Yehudi Menuhin, David Oistrach, Bob Dylan, Leonard Cohen, Barbra Streisandová, Lou Reed, Paul Simon). Izraelská hudba také odráží rozmanitost izraelské kultury, je ovlivněna hudebními styly z celého světa, ať už jemenskou hudbou, chasidskými melodiemi, klezmerem, arabskou či řeckou hudbou, jazzem, popem nebo rockem. Mezi světově uznávaná tělesa patří Izraelská filharmonie, jež byla založena roku 1936, a která má každoročně více než dvě stě představení. Izrael je rovněž rodištěm mnoha hudebníků – celosvětově známí jsou například houslisté Jicchak Perlman a Pinchas Zukerman. Izraelské občanství mají i klavíristé Daniel Barenboim a Jevgenij Igorjevič Kissin. Ke hvězdám izraelského popu patří Ofra Haza, v Izraeli se narodil i Gene Simmons známý z rockové skupiny Kiss či Hillel Slovak ze skupiny Red Hot Chili Peppers. Izrael se takřka každoročně od roku 1973 účastní soutěže Velká cena Eurovize, kterou již čtyřikrát vyhrál a dvakrát pořádal. V Ejlatu se od roku 1987 koná každoroční letní Red Sea Jazz Festival.

### Výtvarné umění
Židovské výtvarné umění bylo v minulosti limitováno biblickým zákazem zobrazovat živé bytosti. Přesto se v novověku našlo dost židovských výtvarných talentů (Marc Chagall, Amedeo Modigliani, Camille Pissarro, Man Ray, Roy Lichtenstein). Izraelské výtvarné umění reprezentovali například Yaacov Agam a Marcel Janco. Nejvýznamnějším izraelským architektem je Moše Safdie, jehož proslavil Marina Bay Sand v Singapuru.

### Film

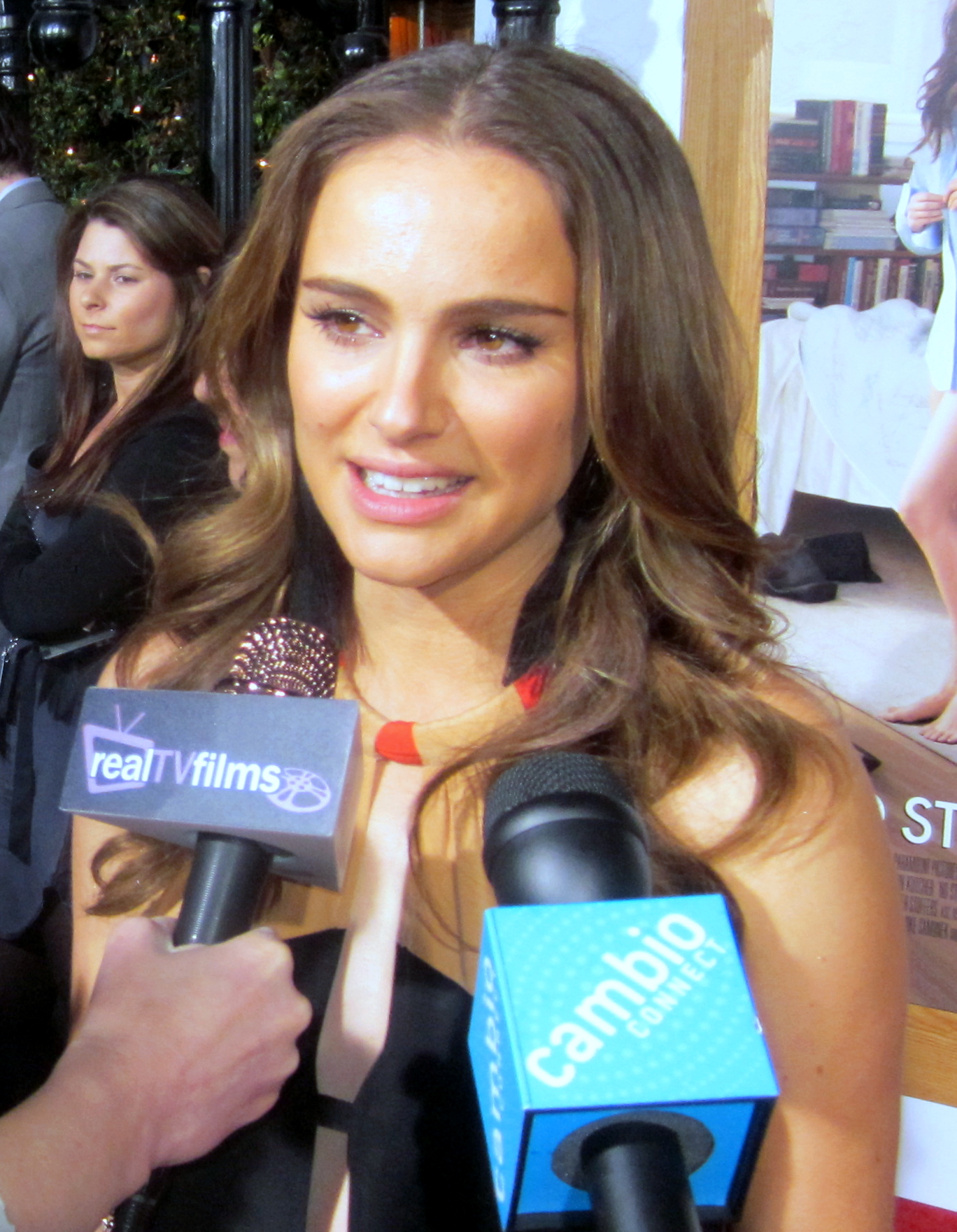
Natalie Portmanová

Židé se silně prosadili v americkém i evropském filmu (Woody Allen, Sergej Michajlovič Ejzenštejn, Steven Spielberg, Stanley Kubrick, Sidney Lumet, George Cukor, David Cronenberg, Sarah Bernhardtová, Mila Kunisová, Paul Newman, Dustin Hoffman). Izraelský filmový průmysl je samozřejmě skromnější, ale dosáhl už jistých úspěchů. Izraelský režisér Moše Mizrachi získal v roce 1977 Oscara. Samuel Ma'oz získal roku 2009 hlavní cenu Zlatého lva na Benátském filmovém festivalu. Nadav Lapid vyhrál v roce 2019 Zlatého medvěda na Berlinale. Ari Folman získal za svůj animovaný snímek Valčík s Bašírem v roce 2008 Zlatý glóbus za nejlepší cizojazyčný film. Izrael má na svém kontě deset nominací na Oscara za nejlepší cizojazyčný film, což je rekord mezi zeměmi, které tuto cenu nikdy nedostaly (Mizrahi ho získal za snímek francouzský). Dvou nominací se dočkal Ephraim Kishon, Josef Cedar a Mizrahi, jednu má Menachem Golan, Uri Barbaš a Folman. Ke známým režisérům patří i Eytan Fox či Amos Gitai.
Izraelská herečka Natalie Portmanová se stala hollywoodskou hvězdou první velikosti. Hlavně v akčních filmech se proslavila Gal Gadotová. Ke známým hercům patří i Chaim Topol, Oded Fehr, Ayelet Zurerová nebo Brian George proslavený rolí otce Rajeshe Koothrappaliho v seriálu Teorie velkého třesku. Uri Geller je známým iluzionistou.
Jakožto pokračovatel divadelních tradic východoevropského jidiš divadla má Izrael živou a činorodou divadelní scénu. Nejstarší divadelní společností a národním divadlem je divadlo ha-Bima v Tel Avivu, založené roku 1918.

### Muzea
V Izraeli se nachází množství muzeí; mezi nejvýznamnější patří Izraelské muzeum v Jeruzalémě a Svatyně knihy, kde jsou umístěny svitky od Mrtvého moře. Nachází se zde rozsáhlé sbírky židovského a evropského umění. Významný je památník obětí a hrdinů holocaustu Jad vašem, největší a nejobsáhlejší archiv dokumentů o holocaustu na světě. V kampusu Telavivské univerzity se nachází muzeum diaspory Bejt ha-Tfucot. Mimo hlavní muzea ve velkých městech existuje také mnoho menších muzeí s kvalitními uměleckými sbírkami v menších městech a kibucech. Země oplývá množstvím archeologických nalezišť a vykopávek, archeologie v Izraeli představuje významnou disciplínu a mnohé její objevy se stávají cílem turistických výprav.

### Sport

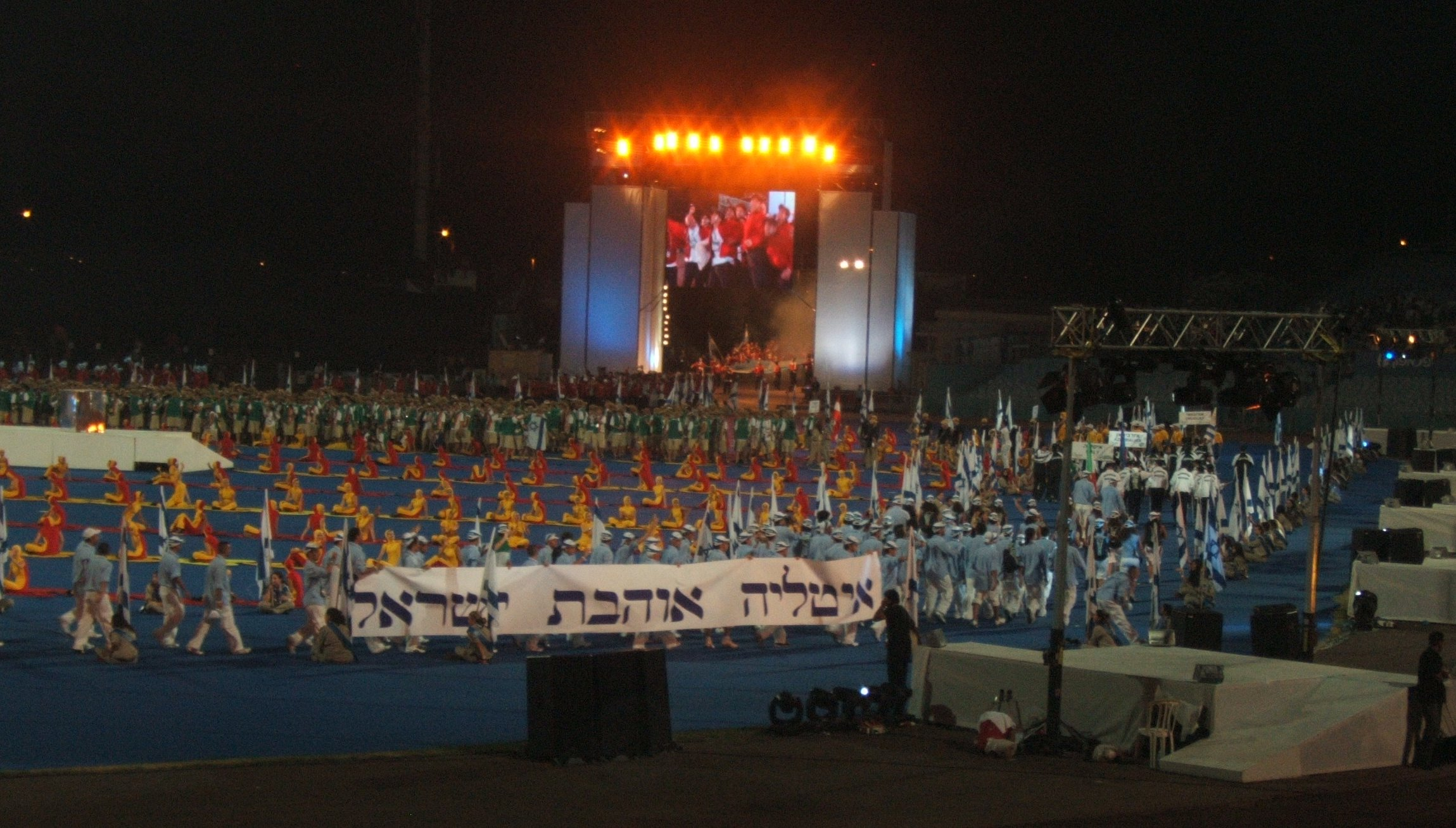
Zahajující ceremoniál 17. Makabejských her v roce 2005

Sport a fyzická cvičení nebyla po dlouhou dobu v rámci židovské kultury důležitá. Na atletické dovednosti, které byly oceňovány starověkými Řeky, se Židé dívali skrz prsty, jelikož byly chápány jako nevítaný dopad helénistické kultury. Již středověký rabín a lékař Maimonides však zdůrazňoval důležitost fyzické aktivity a udržování se v kondici. Jeho názor byl oživen v 19. století Maxem Nordauem a počátkem 20. století vrchním palestinským rabínem Abrahamem Issacem Kookem, který tvrdil, že: „tělo slouží duši, a pouze zdravé tělo může zaručit zdravou duši.“
Od 30. let 20. století se v Izraeli každé čtyři roky konají Makabejské hry, které jsou pro tamní atlety událostí srovnatelnou s Olympijskými hrami. Mezi divácky nejpopulárnější sporty patří fotbal a basketbal. Basketbalový klub Makabi Tel Aviv šestkrát vyhrál Euroligu. Miki Berkovich je členem síně slávy Mezinárodní basketbalové federace. Beerševa se stala mezinárodním šachovým centrem, kde žije mnoho šachových mistrů ze zemí bývalého SSSR. V roce 2005 se zde konalo mistrovství světa družstev v šachu a zdejší velmistr Boris Gelfand se umístil na druhém místě v Mistrovství světa jednotlivců v šachu 2007.
Izrael získal celkem třináct olympijských medailí, z toho tři zlaté. První přivezl z LOH v Aténách roku 2004 jachtař Gal Fridman. Další přidala moderní gymnastka Linoy Ašramová na hrách v Tokiu roku 2021, když senzačně rozbila ruskou hegemonii v tomto sportu. Na stejné olympiádě Izraelci svou zlatou sbírku rozšířili díky gymnastovi Arťomu Dolgopjatovi. Nejvíce olympijských medailí získali Izraelci v judu, tu vůbec první pro Izrael, stříbrnou, vybojovala v roce 1992 judistka Ja'el Aradová. Tato úspěšná bilance je podmíněna i tím, že základy sebeobrany jsou součástí osnov na izraelských školách. V Izraeli byl vyvinut i zcela originální systém sebeobrany zvaný krav maga. Jeho základy vytvořil bratislavský rodák a příslušník československé armády Imi Lichtenfeld.
Nejúspěšnějším izraelským fotbalistou byl Josi Benajun, který s Chelsea vyhrál Evropskou ligu. Právě na lavičce Chelsea zažil největší úspěchy izraelských fotbalový trenér Avram Grant, dovedl ji do finále Ligy mistrů. Tenisté Andy Ram a Jonatan Erlich společně vyhráli čtyřhru na Australian Open. 
Židovská gymnastka Ágnes Keletiová získala pět zlatých medailí v dresu Maďarska, v roce 1956 emigrovala do Izraele a stala se izraelskou občankou. Nejúspěšnějším neizraelským židovským sportovcem je americký plavec Mark Spitz.
Dvanáct izraelských sportovců bylo zavražděno arabskými teroristy během olympijských her v Mnichově roku 1972.